# История Грозного

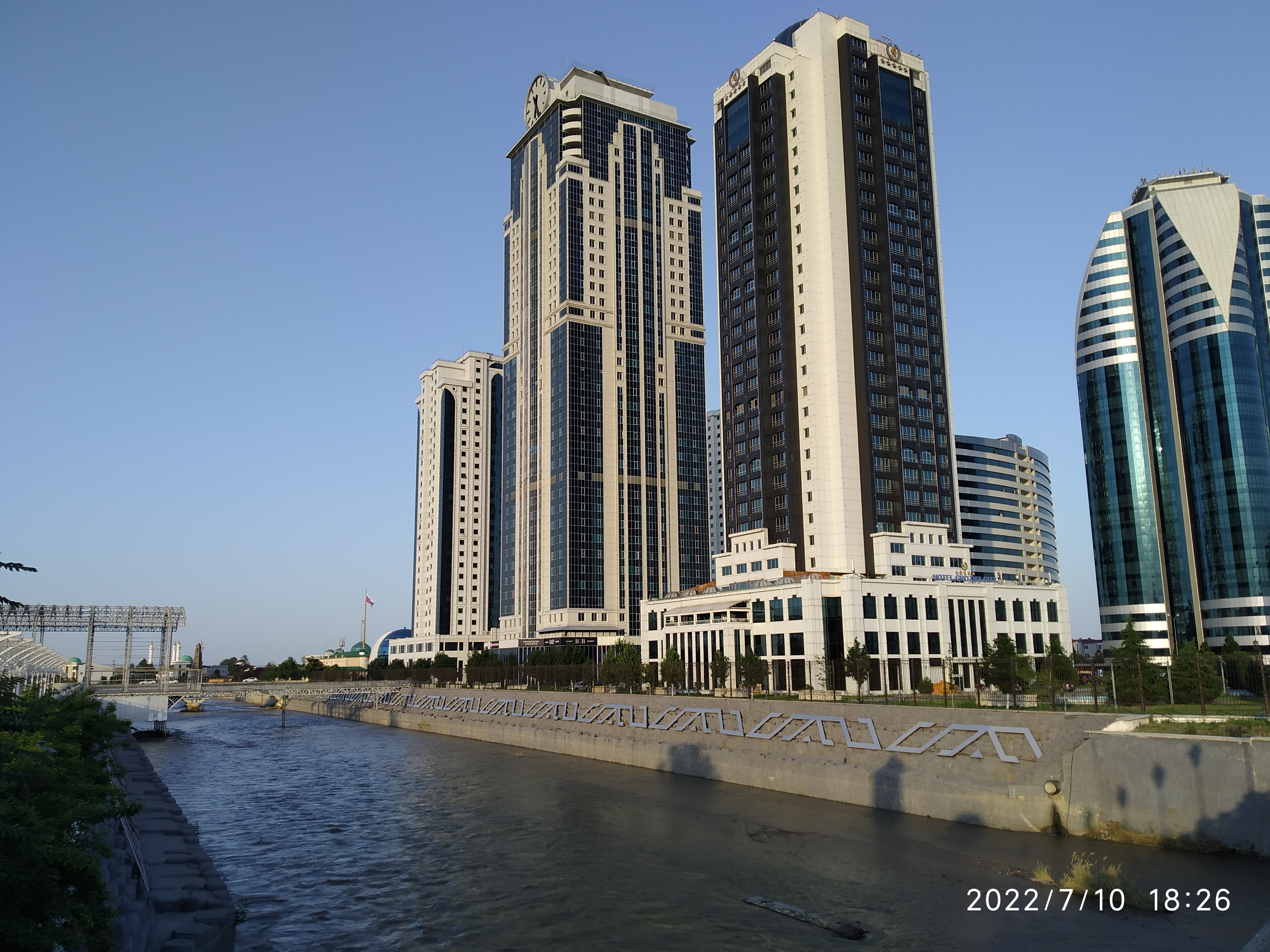
Центр города в 2022 году. Грозный-Сити.

Город Грозный был основан в 1818 году генералом Русской императорской армии А. П. Ермоловым. Первоначально это была крепость, которая должна была закрепить присутствие России в этой части Северного Кавказа. По мере спада военного противостояния Российской империи и местного населения крепость постепенно утратила военное значение и стала играть роль торгово-экономического и административного центра этого региона.
Из-за роста добычи и переработки нефти оживилась экономическая активность в регионе, происходил приток отечественного и иностранного капитала, создавались новые и модернизировались старые нефтедобывающие и нефтеперерабатывающие предприятия, развивалась и совершенствовалась обслуживающая их социальная и экономическая инфраструктура.
После Февральской революции ситуация в городе, как и по всей стране, стала нестабильной. Власть несколько раз переходила из рук в руки, пока, наконец, в марте 1920 года в город не вошли части Красной армии. Советский период ознаменовался восстановлением разрушенного в годы Гражданской войны народного хозяйства, бурным развитием экономики, социальной сферы, культуры и искусства. К началу Великой Отечественной войны Грозный был одним из крупнейших в стране центров нефтедобычи и нефтепереработки, городом с развитой промышленностью, научными и техническими кадрами и системой их подготовки, важным транспортным узлом.
С началом войны все сферы жизни города были подчинены нуждам фронта. Нефтяники снабжали фронт горючим, смазочными и иными необходимыми материалами, промышленные предприятия занимались изготовлением и ремонтом военной техники. Грозненская нефтеперерабатывающая промышленность обеспечивала авиабензином всю истребительную авиацию СССР. С целью отрезать СССР от нефти Кавказа в 1942 году вермахтом было предпринято наступление на южном участке советско-германского фронта. Однако в результате Моздок-Малгобекской операции противник был отброшен советскими войсками. Осознав невозможность овладеть грозненской нефтью, фашисты 10-15 октября подвергли город массированной бомбардировке. Но пожары были быстро ликвидированы, нанесённый бомбёжками урон устранён и предприятия Грозного возобновили свою работу.
23 февраля 1944 года началась депортация чеченцев и ингушей. Чечено-Ингушская АССР была ликвидирована, а на её месте создана Грозненская область. Были предприняты большие усилия с целью уничтожения следов пребывания чеченцев и ингушей на данной территории. Сжигалась литература на языках коренных народов, в остальных книгах вымарывались упоминания о вайнахах, переименовывались улицы, аулы и районы, уничтожались мечети и кладбища, памятники материальной культуры.
В 1957 году чеченцы и ингуши были реабилитированы, а Чечено-Ингушская АССР — восстановлена в несколько изменённых границах. Грозный снова стал столицей Чечено-Ингушетии. Горцы получили право вернуться на родину. Однако из-за непродуманной и непоследовательной реализации этого решения, а также сопротивления части партийно-советской номенклатуры в центре и на местах, процесс восстановления затянулся, был сопряжён со многими трудностями и создал новые проблемы.
1960—1980-е годы характеризуются развитием всех сторон жизни города: промышленности, транспортной сети, социальной, культурной сферы, образования и здравоохранения.
В августе 1991 года после поражения ГКЧП Чечено-Ингушетия распалась на непризнанную Чеченскую Республику Ичкерия (со столицей в Грозном) и Ингушетию, оставшуюся в составе РСФСР. Напряжённые отношения между Чечнёй и Россией привели к первой и второй чеченским войнам. В результате этих событий Чечня вернулась в состав России. Грозный, в котором прошла значительная часть боевых действий этих войн, был сильно разрушен, а некоторые районы города были полностью уничтожены.

## В древности
В экспедиции в Ахматовском районе Грозного были исследованы 24 погребения курганного могильника, которые отнесены учёными к разным периодам эпохи бронзы и сарматскому времени. Курганный могильник «Родина—1» был сооружён в первой половине 3-го тысячелетия до н. э. Могильник использовался с раннебронзового века до эпохи средней бронзы. Часть из погребений относятся к сапматскому времени (II век до нашей эры — I век нашей эры). Погребальные сооружения представлены ямами и катакомбами. Помимо керамических сосудов, стеклянных и каменных бус, золотой подвески обнаружены и другие находки:
- кинжал с прямым перекрестием и кольцевым навершием — не ранее второй половины II века до н.э.
- бронзовая фибула — I—III века н.э.

## Крепость

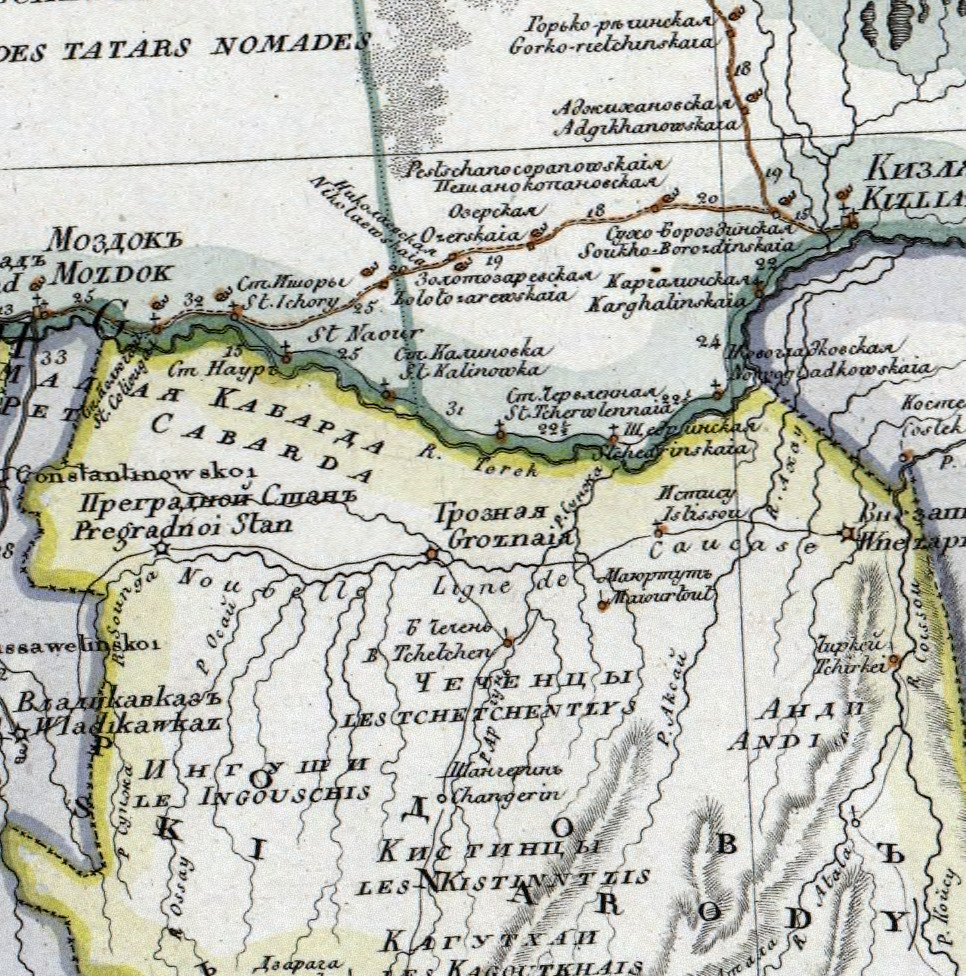
Крепость Грозная на карте Кавказской области и Земли Горских Народов (1825)

Грозный был основан как крепость 22 июня 1818 года на реке Сунже. Она строилась как главный опорный пункт Сунженской укреплённой линии, обустраиваемой генералом А. П. Ермоловым «с целью покорения Чечни». Существует мнение, что на этой территории находилось более 20 чеченских аулов, уничтоженных российскими войсками. Выбранное для укрепления место находилось в 6 верстах (около 6,5 км) от входа в Ханкальское ущелье (т. н. урочище Хан-Кале, расположено между двумя невысокими хребтами, считалось неприступным); крепость была призвана блокировать выход чеченским горцам из этого ущелья на равнину. Район считался в то время самой «горячей» точкой на Северном Кавказе, отсюда и название крепости — Грозная.

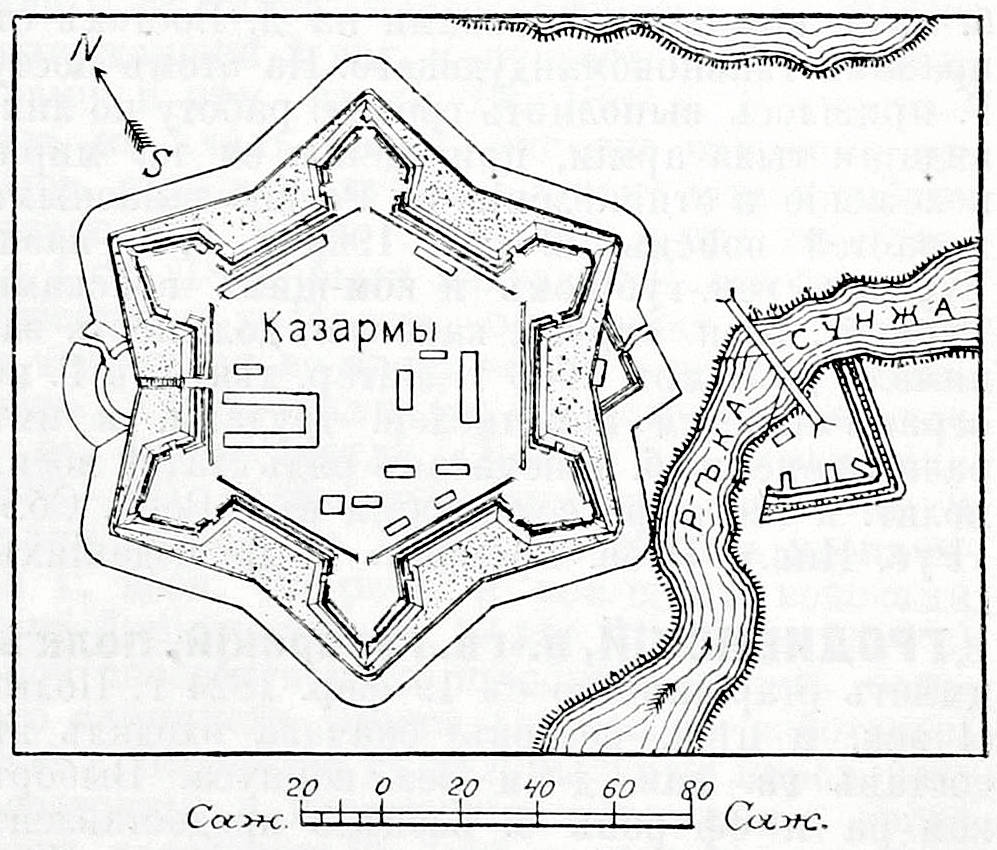
Карта-схема крепости (1911)

Пять тысяч русских солдат возвели крепость за 4 месяца. Крепость представляла собой правильный шестиугольник, окружённый глубоким рвом шириной 20 метров. Каждый угол шестиугольника являлся бастионом, на котором стояли две пушки. Крепостной вал представлял собой земляную насыпь чуть выше человеческого роста, укреплённую палисадами. От главных ворот через ров был переброшен мост в направлении гребенской станицы Червлённая. Расстояние между противоположными валами крепости составляло 400—500 метров. Основными строительными материалами для возведения крепости и служебных зданий служили саман и дерево.
В документах 1844 года сообщалось, что «Грозная — пункт первейшей важности, но укреплён слабо и держится более нравственным влиянием, по причине обширности своей». Современник описывал первоначальный вид крепости так:
Перед нами неказистое сооружение из дерева и земли. На переднем плане — земляной вал с широкими открытыми лёгкого типа воротами: два круглых столба с перекладиной и навешенной деревянной решёткой. В глубине — крепостной вал, глубокий ров, наполненный водой, через который переброшен деревянный мост с перилами, ведущий к главным крепостным воротам, тоже деревянным, но массивным, с крышей и толстыми стенами. Между внешним и внутренним валом расположена куртина — небольшая площадка, а на ней какие-то строения: виднеются только камышовые крыши.
К 1825 году около крепости возник форштадт (предместье). Напротив крепости, на противоположном берегу Сунжи, располагались чеченские аулы Янги-Юрт, Кули-Юрт, Сарачан-Юрт и Грозненский. Население сёл составляло более тысячи человек. Жители этих сёл занимались скотоводством и сплавом леса по реке в Кизляр. Немногочисленные чеченцы, жившие в крепости, в основном служили переводчиками и проводниками. В 1839 году возле крепости было создано военное поселение, солдаты которого должны были защищать жителей форштадта. С этой целью 154 женатых нижних чина Куринского полка были переселены на юго-запад от крепости, где уже наметился центр будущего города. Впоследствии все жители нового посёлка, получившего в 1848 году название станицы Грозненской, были приписаны к казачьему сословию. В 1852 году в станице появились представители чиновничьего сословия.
Кавказ того времени служил местом ссылки. В частности, на Кавказ было выслано более 70 декабристов, многие из которых попали в крепость Грозную — среди них Б. А. Бодиско, Н. Н. Оржицкий, Н. Р. Цебриков, А. А. Бестужев, В. А. Дивов, В. С. Толстой, Л. С. Пушкин. В 1837 году, после отбытия 12-летней каторги, некоторых декабристов из Сибири также перевели на Кавказ. Это были Н. И. Лорер, В. Н. Лихарев, А. И. Черкасов, А. И. Вегелин, М. А. Назимов и другие.
В 1850 году к приезду наследника престола Александра Николаевича в крепости были построены «Александровские ворота» (после Октябрьской революции они были переименованы в «Красные ворота», а в 1932 году снесены при прокладке трамвайной линии). В 1860 году левый фланг Кавказской линии был преобразован в Терскую область. В 1862 году область была разделена на Западный, Средний и Восточный отделы. Крепость Грозная стала центром Среднего отдела. В 1862 году случился пожар, от которого пострадали две трети домов. В дальнейшем укрепления крепости были снесены.

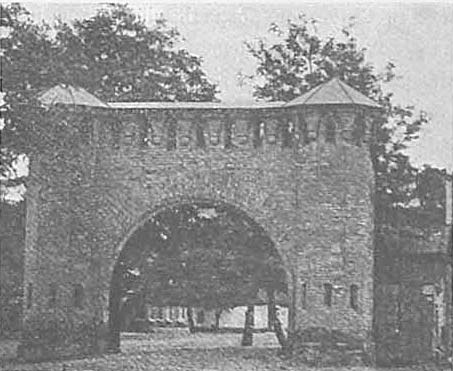
Крепостные ворота Грозного
Часовня крепости
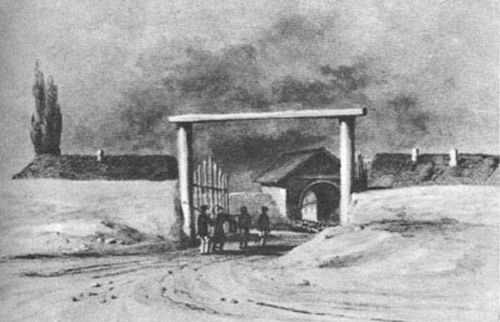
Крепость Грозная

### Торговля и ремёсла
С января 1850 года по просьбе горцев в крепости один раз в месяц стали проводиться трёхдневные ярмарки, на которых горцы, торговцы и местные ремесленники могли продавать свои товары. По информации генерал-майора Пулло, ежегодно до 40 тысяч чеченцев приходили на пограничную линию для торговли. Горцы привозили на продажу шкуры, сукно, ковры, провиант, покупали промышленные товары, ткани, калмыцкий чай, другие товары. Было запрещено торговать оружием, железом и хлебом — эти товары считались «стратегическими». Грозная стала крупнейшим торговым центром региона.
Поселившиеся у крепости горские евреи выделывали шкуры, были прекрасными кузнецами. В окрестностях крепости было построено несколько кирпичных заводов.

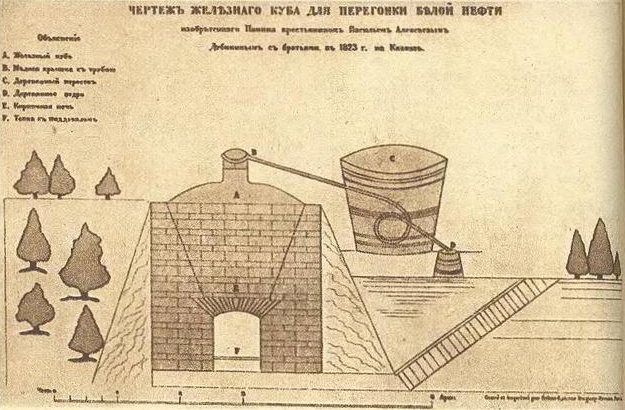
Нефтеперегонный куб братьев Дубининых

Велась кустарная добыча нефти. Её черпали из неглубоких колодцев кожаными вёдрами. В 1833—1845 годах добывалось в среднем 3300-3400 пудов в год, а в 1855—1860 годах уже примерно 15 тысяч пудов в год. Из этой нефти крепостные братья Дубинины ещё в 1823 году на изобретённой ими перегонной установке начали получать керосин (называемый в то время фотоген), который затем вывозили в города Центральной России вплоть до Москвы.
Многие жители занимались животноводством, земледелием и садоводством, выращивали виноград, собирали дикорастущий лён. Целебные источники, расположенные рядом с крепостью, позволили построить бальнеологическую станцию, где под присмотром врачей поправляли здоровье офицеры и солдаты гарнизона и жители близлежащих сёл.
Крепость постепенно утрачивала своё военное значение. В описаниях очевидцев Грозную всё чаще стали называть городом. На её территории стали появляться сады и бульвары. В начале 1850 годов А. Л. Зиссерман писал:
Из небольшой крепости … она в моё время превратилась в обширный … город с большими магазинами, складами, госпиталями и довольно значительным числом торговых заведений.
Грозная из военно-стратегического становилась торгово-экономическим и административным центром Чечни. В 1852 году было учреждено Грозненское мехкеме — учреждение, занимавшееся разбором дел между чеченцами. Председателем мехкеме назначался русский офицер, но разногласия между горцами решались входившими в состав учреждения кадием, который руководствовался шариатом, и тремя старшинами, руководствовавшимися адатом.
В 1857 году обстановка в Чечне разрядилась настолько, что было принято решение перевести штаб во Владикавказ. В крепости было создано своё почтовое отделение (прежде ближайшее находилось в Моздоке). Было открыто регулярное движение дилижансов во Владикавказ, через который происходила связь с остальной территорией страны.
С завершением в 1859 году военных действий в Чечне наместник Кавказа Барятинский распорядился об организации в Грозной с 1860 года двух ярмарок — весенней и осенней. К тому времени население крепости составляло 1100 человек. В это время из культурных учреждений здесь имелись только полковой клуб и городской парк с площадкой для танцев под полковой духовой оркестр. Не было театра, библиотеки, школы, отсутствовало уличное освещение, не было мостовых, кое-где были проложены деревянные тротуары.

### Русские литераторы в крепости
В мае 1818 года в крепость прибыл друг А. С. Пушкина и В. К. Кюхельбекера поэт Александр Шишков. Он был сослан на Кавказ с официальной формулировкой «за беспутный образ жизни». Шишков участвовал в работах по строительству крепости. Осенью того же года с генералом Ермоловым он уехал в Тифлис.
С сентября по ноябрь 1819 года в Грозной находился А. С. Грибоедов, приезжавший сюда к генералу Ермолову.
В 1826 году в крепости Грозной Грибоедов был арестован по подозрению в принадлежности к декабристам.
В 1826—1828 годах здесь служил А. И. Полежаев, сосланный за крамольную поэму «Сашка».
В 1840 году тут проходил военную службу поручик Тенгинского пехотного полка Михаил Лермонтов. Лермонтов писал в своей повести «Бэла»:
Крепость наша стояла на высоком месте, и вид был с вала прекрасный; с одной стороны широкая поляна, изрытая несколькими балками, оканчивалась лесом, который тянулся до самого хребта гор; кое-где на ней дымились аулы, ходили табуны; с другой — бежала мелкая речка, и к ней примыкал частый кустарник, покрывавший кремнистые возвышенности, которые соединялись с главной цепью Кавказа. Мы сидели на углу бастиона, так что в обе стороны могли видеть всё.
Краем бастиона, описанным в повести, был люнет, находившийся за мостом через Сунжу. В 1851—1854 годах в крепости несколько раз побывал молодой Лев Толстой, служивший на Кавказе. В своей повести «Казаки» Толстой упоминает крепость Грозную.

## Город
30 декабря 1869 года по старому стилю (12 января 1870 года по новому) крепость Грозная, которая уже утратила стратегическое значение, была преобразована в окружной город Терской области. Указ был опубликован в феврале 1870 года. В течение первых пяти лет всем вновь приписанным горожанам бесплатно выделялся под застройку участок земли в 400 квадратных саженей. В Грозный устремились переселенцы со всей России, прельстившиеся этой льготой. Переселенцы в основной своей массе были бедняками, разорёнными неурожаями.
Город стал стремительно расти. Если в 1871 году его население составляло около 4 тысяч человек, то спустя 4 года — более 9 тысяч. К тому времени начал ощущаться недостаток свободных земель. В 1875 году в выделении земли отказывали не только вновь прибывшим, но и солдатам, отдавшим службе по 25-30 лет. Многим рабочим и крестьянам, бежавшим с насиженных мест от голода, разорения и долгов, вообще не нашлось места в городе. Они селились на самовольно захваченных участках по окраинам города, на которых строили трущобы. Такие районы назывались «собачёвками» и «индюшиновками».

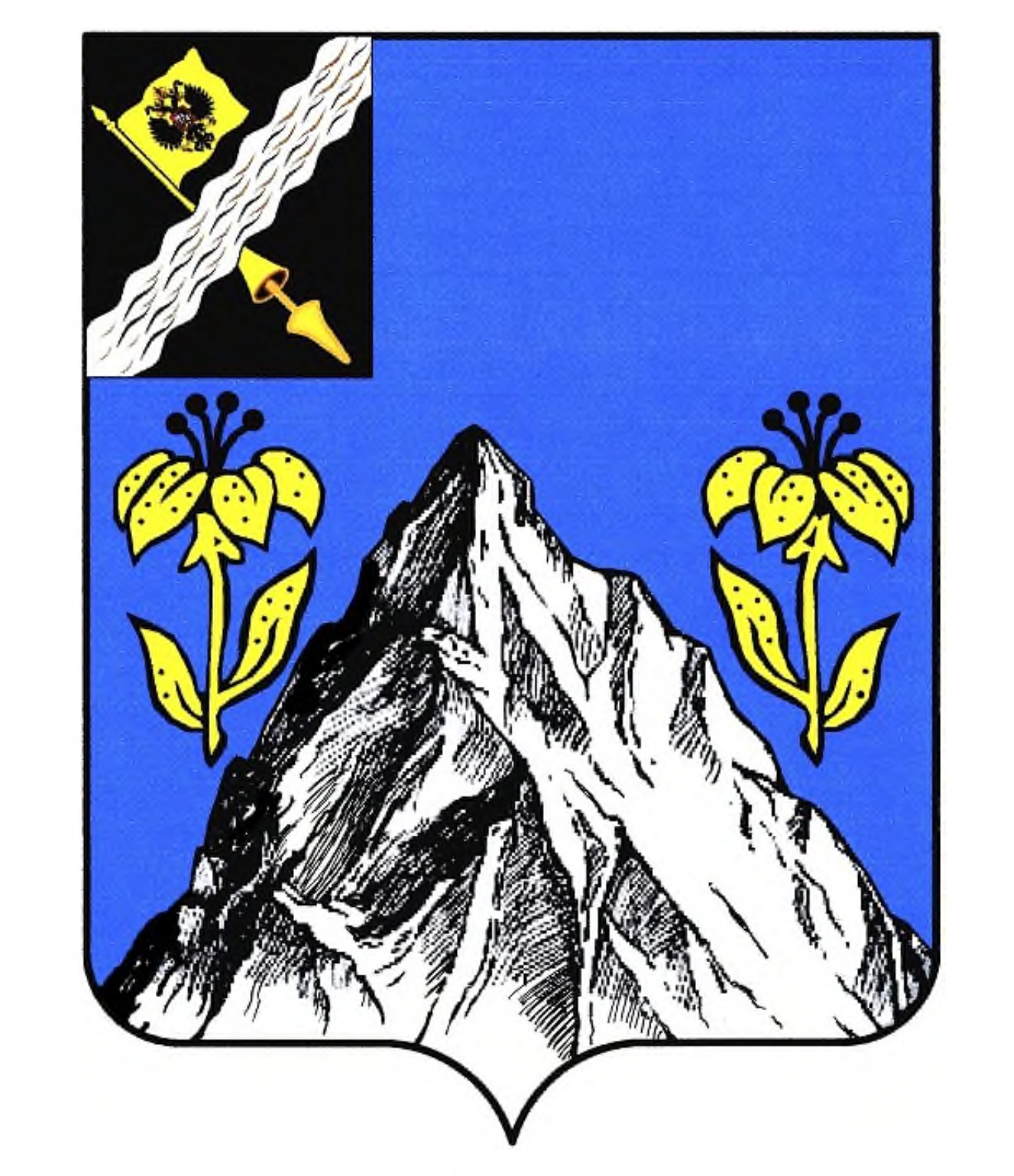
Герб Грозного 1875 года.

В 1875 году в Грозном проживало 16 чеченцев, а через два года — 90, в большинстве своём служившие в городской милиции. Низкая численность коренного населения Чечни в Грозном объяснялась жёсткими ограничениями на их проживание в городе. В 1893—1901 годах действовал закон, запрещавший горцам вступать в арендные отношения вне «своих» территорий, ездить по полевым дорогам во владениях казачьих станиц, селиться в городах и слободах области и иметь в них недвижимость. Горцам, не состоявшим на службе или находившимся в отставке не в офицерских чинах, кроме Грозного, запрещалось также селиться и иметь недвижимость в Шатое, крепости Воздвиженской и Ведено. По этому закону в 1894 году из Грозного выслали примерно 20 чеченцев. В 1897 году в городе жило около 16 тысяч человек, среди которых только 502 были чеченцами, а из них 123 составляли сельчане, отбывавшие наказание в городской тюрьме. Вторым по численности народом, жившим в городе, были евреи. Чеченцы, которым всё же было позволено селиться в городе, были представителями торгового и промышленного бизнеса, офицерами и чиновниками.
В 1889—1900 годах, когда начальником Терской области был генерал С. В. Каханов, жителям казачьих станиц запрещалось «вступать в куначество с туземцами». Горцам запрещалось посещать казачьи станицы и отлучаться от места своего постоянного проживания без паспорта. Паспорта выдавались лишь на короткий срок, необходимый для посещения соседних сёл и городов. На срок больше одного месяца паспорта могли выдавать лишь начальники округов и атаманы отделов. Местному населению запрещалось селиться в пределах поселений других национальностей. Чеченцы, заподозренные в «дурном поведении», брались под особый надзор полиции, а в случае совершения ими каких-либо проступков, подвергались телесному наказанию до ста ударов розгами.
Строительство железной дороги, которое было завершено в 1893 году, во многом предопределило планировочную структуру города, размещение селитебных территорий и промышленных предприятий.
Накануне Октябрьской революции население города составляло 45 тысяч человек, из них рабочих 20 тысяч, чеченцев — 3 тысячи. Было замощено 300 квадратных саженей тротуаров и одна улица. В Грозном было три больницы, военный госпиталь и четыре аптеки, 13 практикующих врачей, 10 фельдшеров и 6 акушеров. В городе было 11 учебных заведений, одна платная библиотека, которая обслуживала 5 % населения и 68 трактиров. Учащиеся составляли 6 % населения. 43 % населения было неграмотно. Бюджет города составлял 249 тысяч рублей.

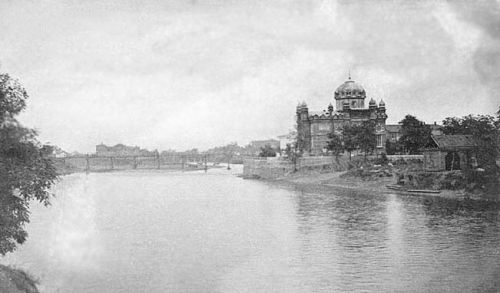
Вид на Грозный и реку Сунжа
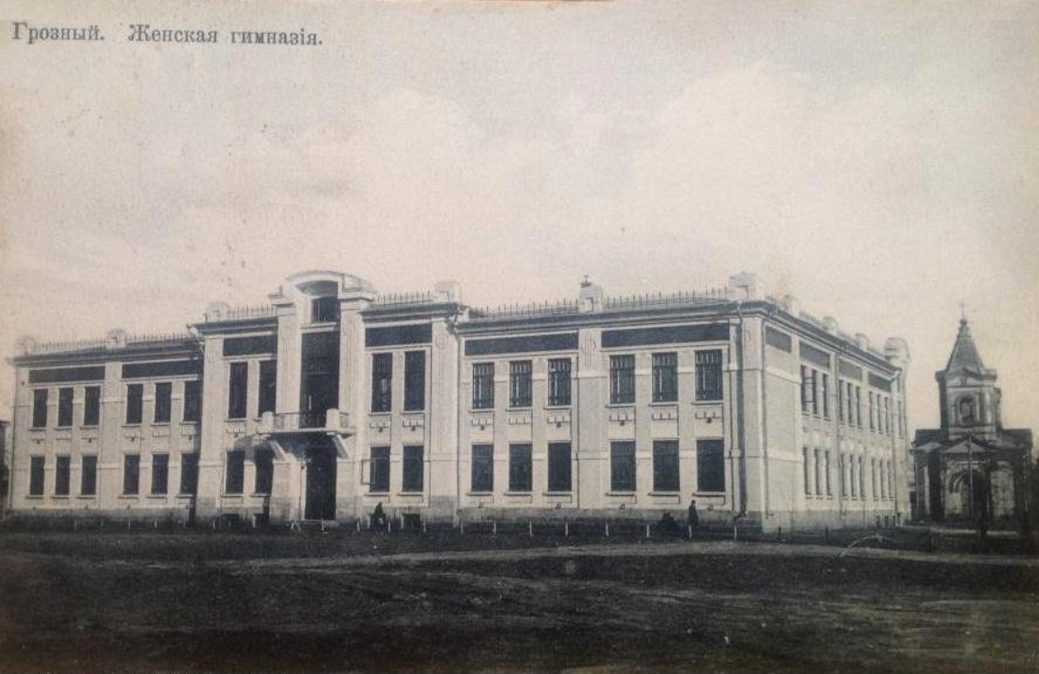
Женская гимназия и Армянская церковь
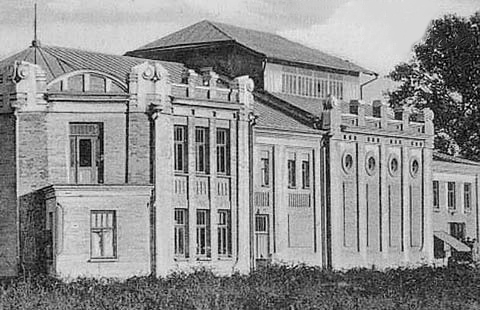
Театр в треке
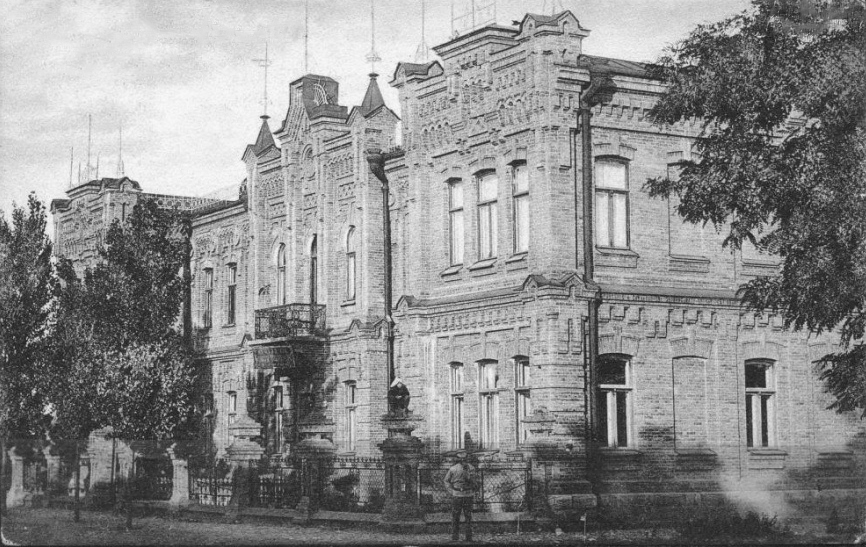
Пушкинское училище

### Экономика

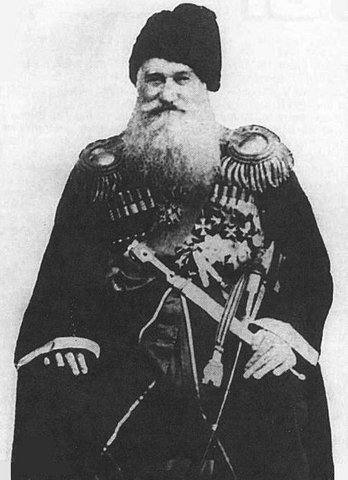
Арцу Чермоев.

В 1874 году оборот двух грозненских ярмарок составлял 836 тысяч рублей, в 1890 году — почти 2 млн, что превышало оборот ярмарок любого другого города Северного Кавказа. В 1890 году в Грозном работали более 700 торговцев, оборот которых превышал 2 млн рублей. Грозный стал самым крупным торговым центром Северного Кавказа.
Начала формироваться крупная национальная буржуазия. В 1884 году была создана торговая фирма Мациевых. У одного из них, Эльмурзы Мациева, капитал за два десятка лет вырос до 500 тысяч рублей. Это позволило ему приобрести 1350 десятин земли в окрестностях Грозного и открыть на них сеть магазинов. Другим состоятельным семейством были Чермоевы. Арцу Чермоеву, дослужившемуся до звания генерала царской армии, было пожаловано 570 десятин земли. Его сын Тапа Чермоев вложил доходы от этих земель в мельницы, гостиницы, увеселительные заведения. Кроме этих двух семейств, большими капиталами располагали семейства Эльмурзаевых, Башировых, Шептукаевых, Курумовых, Арсамирзоевых и другие.
В окрестностях города развивался большой нефтяной промысел. Существовали предприятия по производству строительных материалов: кирпичные, черепичные, известковые. Появились кожевенные и мыловаренные заводы. В 1876 году было зарегистрировано 36 различных предприятий.
В 1910 году в Грозном открылось отделение Русско-Азиатского банка, в том же году Тифлисского Коммерческого банка, позже в 1915 году в городе начал свою работу Волжско-Камский банк. В 1914 году в Грозном открылся один из крупнейших банков на территории Российской Империи Азовско-Донской банк (Грозненское отделение).

#### Добыча и переработка нефти
Развитию нефтяного промысла способствовало открытие в 1833 году богатой Грозненской и Войковской группы источников в центральной части Грозненского хребта. Они и стали базой для образования на этом месте в будущем Старых промыслов. Сразу после открытия эти нефтяные источники стали собственностью Терского казачьего войска и в том же году были сданы в эксплуатацию. Добыча нефти в начальный период была примитивной. Источники нефти представляли собой колодцы глубиной до 2 аршин. Весь процесс добычи сводился к вычерпыванию нефти ведром или черпалкой из этого колодца. В течение десятилетий технический прогресс не касался этой отрасли. Менялись откупщики, росли арендная плата и доходы предпринимателей, а колодезная добыча нефти оставалась неизменной. Количество добытой нефти начали учитывать только с 1833 года, но эти данные являются приблизительными. За период с 1833 до середины 1860-х годов из грозненских нефтяных колодцев добыли около 140 тыс. пудов нефти.
В 1885 году нефтедобыча достигла 77 тысяч пудов. За серьёзное исследование грозненской нефти взялись учёные. Среди них был и выдающийся русский химик Д. И. Менделеев. Началось промышленное освоение Грозненского нефтяного района. В 1892 году добыча возросла до 450 тысяч пудов.

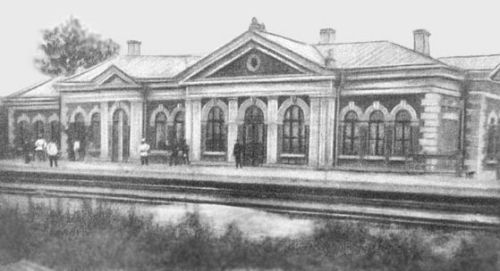
Старый железнодорожный вокзал Грозного

Для вывоза такого количества нефти существовавшая тогда транспортная сеть не была приспособлена. Первоначальные планы строительства железной дороги на Северном Кавказе не предполагали, что она пройдёт через Грозный. Однако после того, как стала очевидной перспективность грозненской нефти, необходимость строительства железной дороги через город никем не оспаривалась. 1 мая 1893 года на железнодорожную станцию Грозного прибыл первый поезд Грозный — Беслан.
Максим Горький работал ночным сторожем на строительстве этой железной дороги. Увиденное и пережитое он описал в рассказе «В ущелье». А. С. Серафимович, которому также довелось побывать на этой стройке, посвятил ей свой рассказ «Лихорадка».
В июле 1893 года предприниматель И. К. Ахвердов приступил к бурению первой в Грозном нефтяной скважины. Бурение при помощи паровой машины осуществлялось группой специально приглашённых из Баку специалистов во главе с мастером Н. П. Муравьёвым под руководством инженера Л. Баскакова. Работы продолжались почти сто дней. 6 октября, когда глубина скважины достигла 131 метр, ударил мощный фонтан нефти. Скважина стала началом развития грозненской нефтяной промышленности.
Фонтаны грозненской нефти привлекли внимание российских и зарубежных капиталистов. Это привело к острой конкуренции за право обладания нефтеносными участками, стремительному росту финансирования отрасли, быстрому совершенствованию технологий добычи, транспортировки и переработки нефти. Стали широко применяться паровые двигатели, канатное бурение, трубопроводы, внедрялось использование электроэнергии. К концу XIX века возникли крупные нефтедобывающие и нефтеперерабатывающие предприятия. В добычу нефти в короткие сроки было вложено 25 млн рублей. Нефтедобыча достигла 40 млн пудов в год.
В 1900 году на территории нынешнего Шейх-Мансуровского района Грозного располагались четыре нефтеперерабатывающих предприятия. Одно из них — завод общества Владикавказской железной дороги — за год производил продукции на 4,8 млн рублей. На нём работало 186 рабочих.

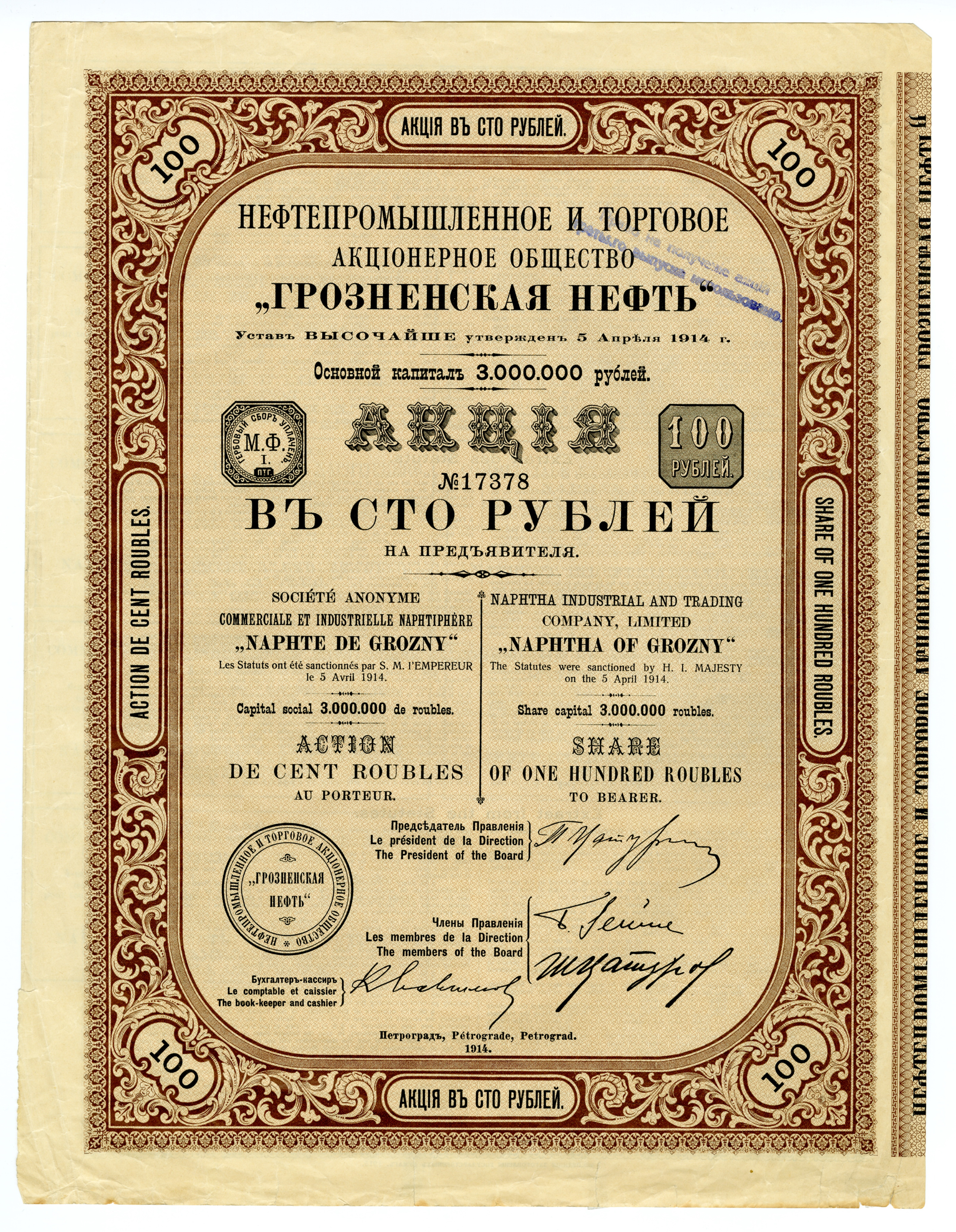
Акция в 100 рублей на предъявителя Нефтепромышленного и торгового акционерного общества «Грозненская нефть»

Также развивалась промышленность по производству и обслуживанию предприятий нефтяной отрасли: чугунолитейный завод, механический, завод по производству и ремонту оборудования буровых скважин «Молот», котельно-механические мастерские. Были построены паровая и водяная мельницы, два пивоваренных завода и два завода минеральных вод.
В 1890 году население города составляло 6 тысяч человек, а по переписи 1897 года в городе проживало 15 564 человека. При этом жизнь более чем 10 тысяч человек была прямо или косвенно связана с промышленностью. Только рабочих на нефтяных промыслах работало более 2 тысяч.
Основные доходы от нефтедобычи получало Терское казачье войско, которое считалось владельцем земель возле Грозного. Сам город был беднее всех городов Терской области. В 1895 году в Грозном не было ни одной мостовой и ни одного училища. Только в 1913 году была замощена булыжными камнями первая улица.
В 1911 году были обнаружены новые залежи нефти. В Грозный устремились российские и иностранные предприниматели: Нахимовы, Ротшильды, Нобели, представители фирм Детеринга, Ватеркейна, Лианозова, Маташева. На основе вновь открытых запасов выросли новые промыслы (ныне Байсангуровский район). В начале 1914 года в Грозном утвердилась крупнейшая нефтяная компания Royal Dutch Shell. В 1914 году население возросло сразу на 20 тысяч человек. К 1917 году нефтедобыча достигла рекордного уровня 109,6 млн пудов в год, а вложения составили почти 142 млн рублей.

### Образование

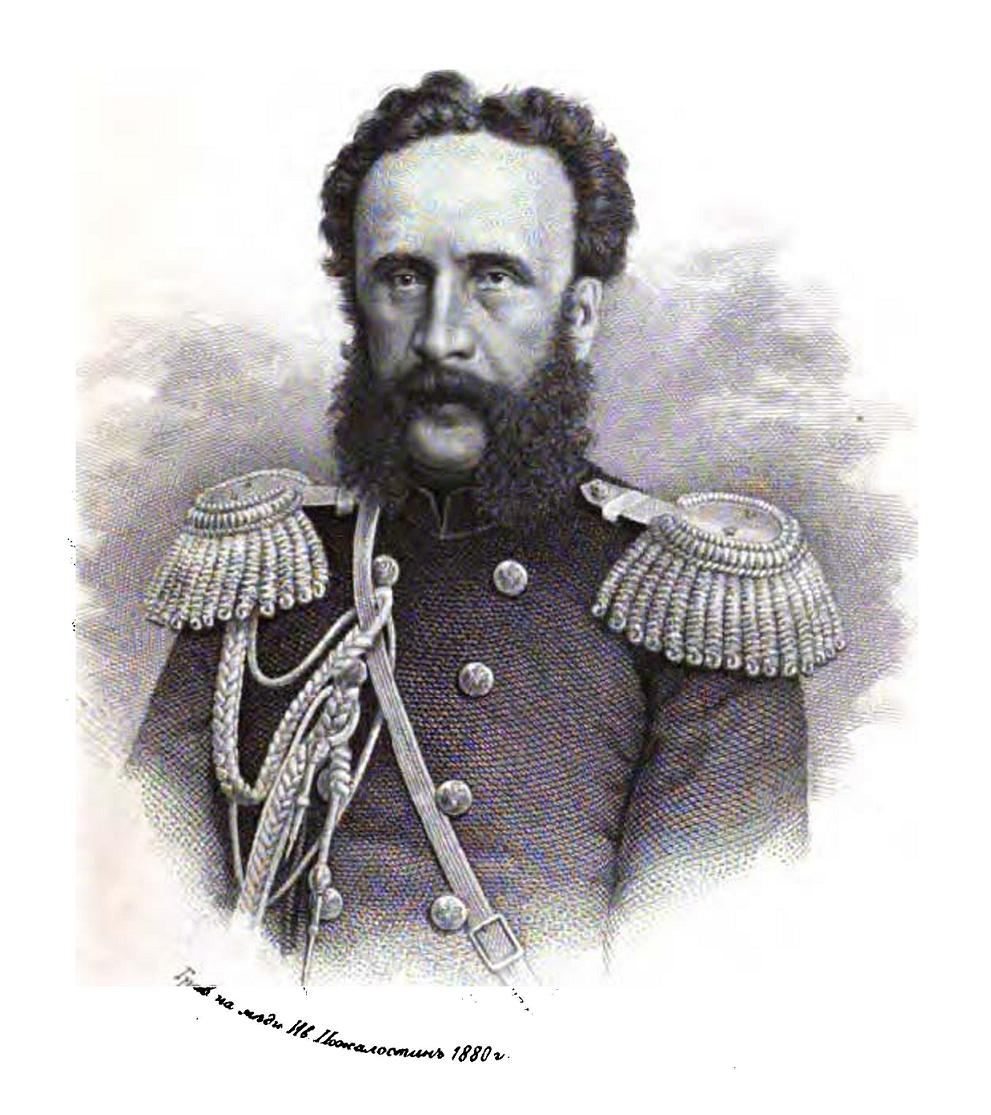
Пётр Услар, создатель первой грамматики чеченского языка.

В 1862 году Пётр Услар организовал в крепости школу, в которой обучал чтению и письму 25 чеченских детей. Одновременно он создавал грамматику чеченского языка. Хотя обучение оказалось успешным вскоре школа была закрыта. В следующем году была открыта школа, в которой учащиеся занимались по одобренной правительством программе. Она давала низшее образование. Её выпускники не имели права продолжать учёбу в высших учебных заведениях. Школа просуществовала до 1917 года.
1 марта 1867 года открылось бесплатное двухклассное женское училище, которое содержалось на добровольные взносы. В нём обучалось более 200 учениц. При этом до 1917 года, когда оно было преобразовано в прогимназию, оно даже не имело собственного помещения.
В 1896 году было открыто городское Пушкинское училище. Одним из его выпускников был участник Гражданской войны М. К. Левандовский.

## Революция иГражданская война
Под влиянием Февральской революции в Грозном 5 марта 1917 года началось формирование городского и районных Советов рабочих депутатов. 6 марта городской Совет пополнился представителями воинских частей гарнизона. В составе Совета преобладали представители мелкой буржуазии, руководителем Совета был избран большевик Н. А. Анисимов. По решению Совета были арестованы начальник округа, жандармские офицеры, разоружена полиция, освобождены политические заключённые, создана рабочая милиция. Были приняты решения о введении 8-часового рабочего дня, повышении зарплаты, равной с мужчинами оплате труда женщин и другие.
Был создан Гражданский комитет — орган Временного правительства. 14 марта был проведён чеченский съезд, на который съехалось около 10 тысяч человек. Съезд избрал Чеченский народный исполнительный комитет. Большинство членов комитета составляли представители чеченской интеллигенции, духовенства, богатые землевладельцы и купцы.
Как и по всей стране, обстановка в городе накалялась. В начале августа 1917 года 21-й стрелковый полк, расквартированный в Грозном, отказался выполнить приказ о выступлении на фронт. Попытки властей убедить солдат выполнить приказ оказались безуспешными. 4 августа в город прибыл сводный отряд казаков, осетинского кавалерийского дивизиона и артиллерийской батареи под командованием есаула Л. Е. Медяника. Последний ввёл в городе военное положение и запретил заседания городского Совета. Мятежный полк был разоружён, а несколько солдат арестованы.
Эти действия вызвали возмущение жителей. Начали происходить демонстрации и митинги протеста. Был создан комитет борьбы с контрреволюцией, к которому 28 августа перешла вся гражданская и военная власть в городе.
Сразу после известия об Октябрьской революции войсковой атаман М. А. Караулов приказал казачьему комитету немедленно занять город и в сотрудничестве с чеченским комитетом подавлять любые выступления рабочих и солдат. Казачий и чеченский комитеты и исполком Совета, в котором преобладали эсеры и меньшевики создали чрезвычайный орган управления городом — военный конвент, который наделялся диктаторскими полномочиями. Предполагалось подчинить этому органу все вооружённые силы в Грозном и близлежащей станице Грозненской.
Однако эти меры не получили поддержки населения. 8 ноября 1917 года была установлена Советская власть. В середине ноября прошли перевыборы Совета рабочих и солдатских депутатов, в результате которых председателем Совета был избран большевик Ф. Д. Агапов.

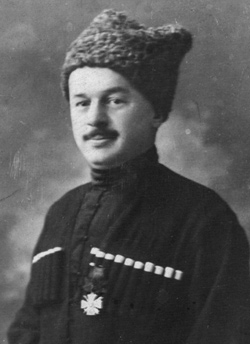
Тапа Чермоев.

В декабре 1917 года Чеченский совет во главе с Тапой Чермоевым предъявил ультиматум Грозненскому Совету рабочих депутатов с требованием разоружить рабочих и революционных солдат. После этого чеченские части «Дикой дивизии» захватили город. Был сформировано Временное терско-дагестанское правительство.
Новая власть не смогла обеспечить порядок и законность. С целью их установления представители населения и организаций города 31 декабря создали Временный Грозненский военно-революционный комитет, председателем которого был избран большевик Г. З. Иоаннисиани. Население было мобилизовано на создание надёжной обороны города. Рабочие построили бронепоезд и специальную железнодорожную ветку для него. Под видом подразделений для охраны объектов города началось формирование регулярных вооружённых революционных частей. На деле эти части были воссозданными отрядами красной гвардии. К концу февраля были восстановлены почти все ликвидированные реакцией рабочие организации. Перевыборы Совета рабочих и солдатских депутатов 28 января 1918 года принесли победу большевикам.

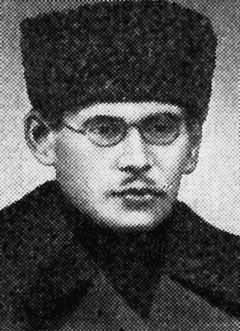
Николай Фёдорович Гикало.

Авторитет и влияние Совета стали быстро расти. 4 февраля 1918 года его председателем был избран Н. Ф. Гикало. 20 февраля конференция профсоюзов города ввела рабочий контроль на всех предприятиях и промыслах города. 9 апреля Советом депутатов взял на себя всю полноту власти в Грозненском районе.
Установление Советской власти в Грозном вызвало недовольство среди казаков. Казачий комитет Кизлярского отдела, располагавшийся в станице Грозненской, добился отзыва своих представителей из всех городских организаций и занял враждебную позицию по отношению к грозненскому Совету.
22-29 мая 1918 года в Грозном прошёл III съезд народов Терека. На нём присутствовало 555 делегатов. Съездом была избрана Чрезвычайная земельная комиссия под председательством А. Д. Шерипова для выработки предложений по решению земельного вопроса. Комиссия предложила резолюцию, одним из пунктов которой было первоочередное наделение землёй безземельных жителей Ингушетии, Чечни и Осетии. На съезде с докладом выступил военный комиссар Я. П. Бутырин, который информировал делегатов о военных угрозах региону: немцы и турки угрожали из Закавказья, немцы и белоказаки — из Ростова-на-Дону.
В апреле 1918 года организатором грозненской Красной армии был назначен бывший офицер-фронтовик М. К. Левандовский. Его усилиями к 1 июля 1918 года были созданы стрелковый батальон, отдельная пулемётная команда, кавалерийский эскадрон, двухбатарейный артиллерийский дивизион и изготовленный местными железнодорожниками бронепоезд.

### Стодневные бои
11 августа 1918 года войска терских казаков численностью до 12 тысяч человек под командованием генерала Л. Ф. Бичерахова предприняли попытку захватить Грозный. Гарнизону города удалось отразить нападение казаков, но город оказался в осаде. Для обороны большевикам удалось собрать отряд численностью до 3 тысяч человек, состоявший из солдат гарнизона города, горцев окрестных аулов и беднейшего казачества. Руководство этими силами принял на себя командующий городским гарнизоном Н. Ф. Гикало.
На помощь защитникам города пришли станичники Сунженской линии. Из беднейших казаков станиц Карабулакская, Троицкая, Михайловская, Ассиновская, Нестеровская был создан красноармейский отряд в тылу бичераховцев. Этот отряд с боями двинулся в сторону Грозного, по дороге занимая станицы.
29 октября грозненцы предприняли наступательную операцию, в результате которой овладели железнодорожными мастерскими, вокзалом и депо. 9 ноября началось новое решительное наступление грозненских красногвардейцев. Одновременно в районе Прохладной нанесли удар части 11 армии под командованием Г. Т. Мироненко. 12 ноября 1918 года бои за Грозный завершились победой частей Красной армии. По этому случаю в Грозном 14 ноября прошёл парад с участием грозненских, чеченских и казачьих отрядов.

### Деникинский период

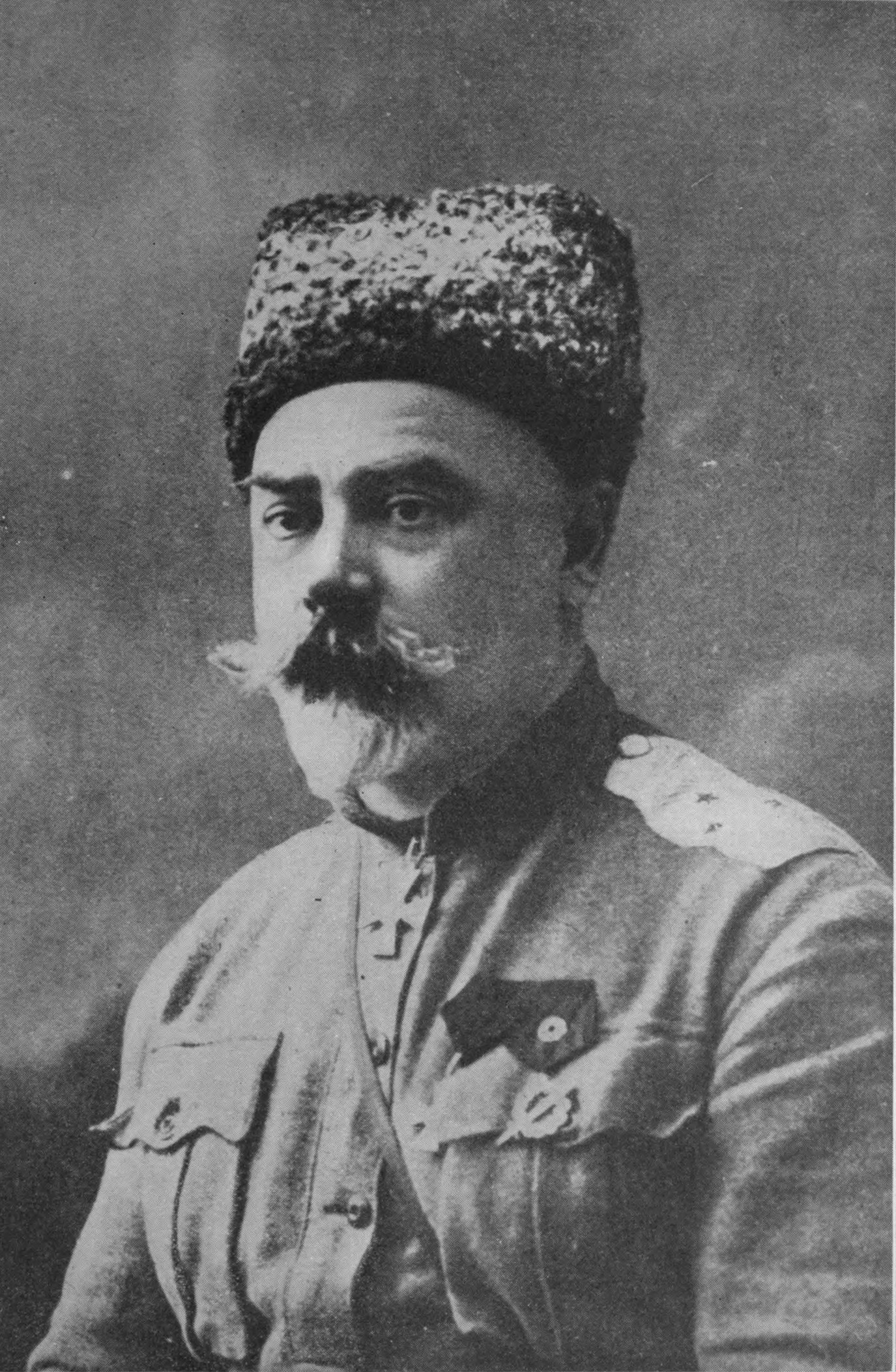
А. И. Деникин.

В январе 1919 года к Тереку двинулись войска Деникина. 11-я армия РККА отошла к Астрахани. Небольшие по численности силы Терской советской республики, выдвинувшиеся навстречу белогвардейцам, были разгромлены. В начале февраля деникинцы подошли к Владикавказу. В помощь защитникам города из Грозного были направлены две воинские части. Однако отстоять город не удалось и в ночь со 2 на 3 февраля оставшиеся в живых грозненцы вынуждены были отойти к Сунже. Здесь они соединились с красными казаками А. З. Дьякова и вместе несколько дней отбивались от наседавших деникинцев.
Приход белогвардейцев ознаменовался их расправами над политическими оппонентами. Земля, имущество, предприятия возвращались прежним хозяевам. За время своего правления деникинцы только во дворе городской тюрьмы убили более двух тысяч человек.
Были сразу же отменены все декреты Советской власти. В город зачастили иностранные военные и экономические миссии. После восстановления железнодорожного движения начался вывоз нефти и нефтепродуктов. Только за одну декаду сентября 1919 года было вывезено 1 134 тысячи пудов нефти. Зарплата рабочих едва достигала трети прожиточного минимума. Любые протесты подавлялись властями. В то же время щедро субсидировалось материальное снабжение деникинцев. Был создан комитет содействия добровольческой армии.
Новые порядки, напоминавшие горцам о временах монархии, вызывали возмущение в чеченских аулах. В сельских районах Чечни, где укрывалось большое число грозненских рабочих и красноармейцев, началось антиденикинское восстание. Поводом для него послужило требование властей выдать красноармейцев, основная часть которых укрывалась в селении Гойты. Это требование встретило решительный отказ со стороны чеченцев. Генерал Шатилов, с ведома и одобрения горского правительства, предпринял поход на это село. Однако гойтинцы, при поддержке жителей соседних сёл, обратили нападавших в бегство. В этом бою вместе с 200 чеченцев погибли и 20 русских красноармейцев. Ожесточённые бои проходили и под другими чеченскими сёлами.
Вскоре в Грозном и прилежащих сёлах стали возникать подпольные группы. В апреле-мае 1919 года был создан городской подпольный комитет под председательством К. К. Лозовацкого для борьбы с деникинцами. Комитет организовал агитационную работу в войсковых частях, распространял листовки, добывал секретную информацию, наладил связь с заключёнными грозненской тюрьмы и партизанами в горах Чечено-Ингушетии.
Контрразведке деникинцев удалось выследить и уничтожить лидеров подполья. Это поставило под угрозу план восстания, разработанный ими совместно с руководством чеченского сопротивления. Подпольщикам удалось выявить проникших в их ряды деникинских агентов. Руководство чеченской Красной армии приняло решение форсировать подготовку к всеобщему выступлению.

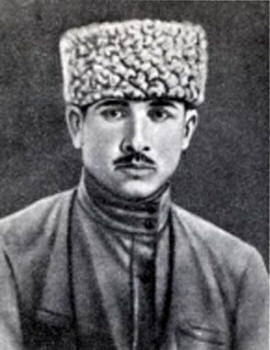
Асланбек Шерипов.

11 сентября под Воздвиженской (ныне территория Грозного) произошло столкновение частей Чеченской Красной армии с деникинцами. В этом бою один из руководителей восстания Асланбек Шерипов был убит. Но части ВСЮР были разбиты и отброшены к Грозному. Это столкновение ознаменовало перелом в противостоянии революционных сил и деникинцев. Через несколько дней деникинцы потерпели новое поражение под Шали. Восстание приняло всеобщий характер.
Был разработан новый план восстания в Грозном, предусматривавший совместные действия чеченских частей и грозненского подполья. Однако контрразведке деникинцев благодаря своей агентуре удалось раскрыть его и чеченские части не смогли поддержать восстание. Подпольщикам удалось освободить заключённых грозненской тюрьмы, но основная масса восставших была схвачена и казнена.
24 января 1920 года была создана Терская областная группа красных повстанческих войск под руководством Н. Ф. Гикало. Деникинцы узнали об этом, и понимая опасность отряда Гикало, двинули 4-5 тысяч своих солдат против отряда численностью 600 человек к Воздвиженской, где дислоцировался этот отряд. Бой продолжался восемь часов. Катастрофическую для восставших ситуацию изменил внезапный удар чеченских частей в тыл деникинцев. Воспользовавшись смятением в рядах противника, отряд Гикало ушёл в крепость Шатой. Белогвардейцы, потерявшие в результате боя около тысячи бойцов раненными и убитыми, не решились преследовать отряд.

Обелиск героям Гражданской войны.

Красная армия с боями приближалась к Северному Кавказу. Чтобы помочь ей на конец марта было назначено выступление всех повстанческих сил. Но к середине марта тыл деникинцев совершенно разложился. Вечером 17 марта 1920 года отряд Гикало без боя занял Грозный. Через несколько дней в город вошли регулярные части Красной армии. В память о боях Гражданской войны в 1954 году в городе был установлен Обелиск героям Гражданской войны.
Осенью 1919 года будущий советский писатель Михаил Булгаков был назначен военным врачом в 3-й Терский казачий полк, в составе которого принимал участия в боевых действиях в Чечне. Впоследствии написал свой первый рассказ посвященный этим событиям «Необыкновенные приключения доктора». В ноябре Булгаков находился в Грозном, занятом в тот момент деникинской армией. Там же, в газете «Грозный», выходит его первая статья «Грядущие перспективы». Статья представляла собой антисоветский фельетон.

### Последствия Гражданской войны
После завершения Гражданской войны население города составляло 45 200 человек. Была разрушена пятая часть всего жилья. Из 358 скважин осталось всего 29 годных для эксплуатации. Добыча нефти со 109 млн пудов упала до 38 млн. Уцелело всего 10 мелких нефтеперегонных предприятий. Выход нефтепродуктов при переработке уменьшился до 10 %. В течение полутора лет продолжался нефтяной пожар на Новых промыслах. Нанесённый войной материальный ущерб был оценен в 135 млн рублей.

## Советский период

### 1920-е — 1930-е годы

#### Административные изменения

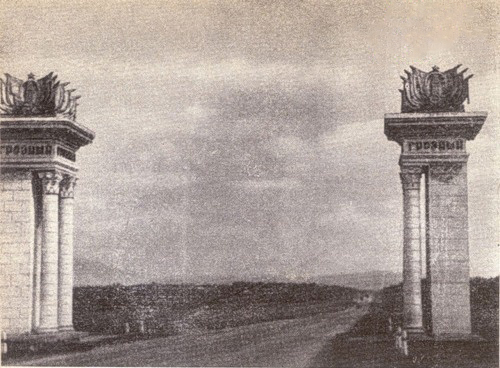
Колонны на въезде в Грозный, построенные в советский период

20 января 1921 года была создана Горская АССР. Из неё впоследствии были выделены автономные округа:
- Балкарский;
- Дигорский;
- Ингушский;
- Кабардинский;
- Карачаевский;
- Осетинский;
- Сунженский;
- Чеченский[72].

Декретом ВЦИК от 7 июля 1924 года Горская АССР была упразднена, и на её территории были созданы Северо-Осетинская, Чеченская и Ингушская автономные области, Сунженский казачий округ (с правами губернского исполкома), город Владикавказ как самостоятельная единица, непосредственно подчинённая ВЦИК РСФСР.
Грозный был самостоятельной административной единицей, хотя руководящие органы и учреждения Чеченской АО и располагались в Грозном. 1 апреля 1929 года Грозный был включён в состав Чеченской АО постановлением ВЦИК.
В январе 1934 года Чеченская и Ингушская автономные области были объединены в Чечено-Ингушскую автономную область с административным центром в Грозном.
5 декабря 1936 года Чечено-Ингушская АО была преобразована в Чечено-Ингушскую АССР.

#### Экономика
В открытых резервуарах, несмотря на боевые действия, сохранилось 3 млн тонн нефти. Она была остро необходима стране, но вывезти её не представлялось возможным из-за разрушенной транспортной инфраструктуры: были разрушены дороги, мосты, нефтепроводы. В апреле 1920 года в город стали прибывать части Кавказской трудовой армии для восстановления транспортного сообщения и возрождения нефтяных промыслов. Её командующим был назначен И. В. Косиор.
В состав трудовой армии входили и боевые части. Они позволяли защищаться от уголовных формирований и контрреволюционных группировок, препятствовавших укреплению Советской власти. С помощью местных силовых структур и воинских частей сопротивление противников новой власти было сломлено.
22 апреля 1920 года, к 50-летию В. И. Ленина, был отправлен первый эшелон нефтепродуктов в Москву. До конца 1920 года было проведено около 90 субботников. За месяц восстановительных работы были потушены все горящие нефтепромыслы, некоторые из которых горели с осени 1917 года. К этому времени в нефтяной промышленности города трудились около 13 тысяч человек.
21 января 1922 года открылось регулярное движение товарных поездов по линии Грозный — Старые промысла.
1 мая 1924 года за участие в борьбе с контрреволюцией и восстановление грозненской нефтяной промышленности городу был вручён Орден Красного Знамени. Грозный был вторым после Ленинграда городом страны, получившим эту высшую на тот момент награду страны.
11 августа 1924 года впервые в СССР в промышленных масштабах бензин из нефтяного газа был получен в Грозном на газолиновом заводе № 5. Ранее на этой территории (в Заводском районе) был толуоловый завод Нобелей, затем Морского ведомства, который был реконструирован инженером И. Н. Аккерманом для производства газового бензина.
В 1926 году вместо ударного начали внедрять вращательный способ бурения. За счёт этого скорость проходки скважин возросла в 2-3 раза. Совершенствование технологий нефтехимии позволило повысить качество бензина. Более 38 % его экспорта обеспечивала грозненская нефтеперерабатывающая промышленность. В 1928 году началась эксплуатация нефтепровода Грозный — Туапсе (длина 618 км), который снизил транспортные издержки в 2,5 раза. Был построен первый в стране парафиновый завод, что позволило отказаться от импорта этого продукта. В 1931 году предприятие «Грознефть» и 35 его лучших работников были награждены орденами Ленина.
В октябре 1937 года газета «Техника нефти» писала:
За двадцать лет Советской власти добыча нефти увеличилась в 2,8 раза… Пробурено в 1936 году 305 тысяч метров, а в 1925 году всего 64,4 тысячи метров. Скорость проходки за последние восемь лет увеличилась от 70 до 514 метров на станок в месяц… Основные фонды грозненской промышленности увеличились в 12 раз. Производительность труда по сравнению с 1927 годом возросла в 2 раза.

#### Социальная сфера

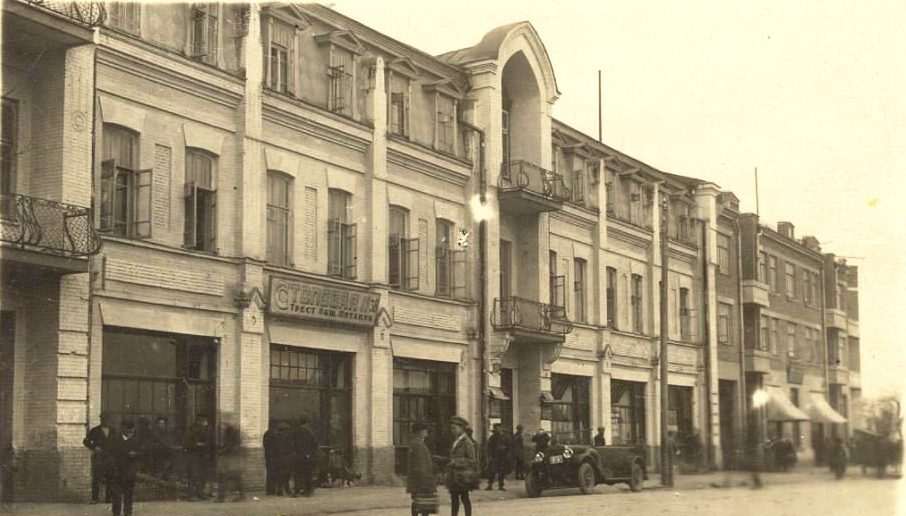
Грозненский горсовет 1932—1934 гг.

В 1926—1928 годах по проекту архитектора К. А. Дулина в Грозном было устроено водоснабжение. Была открыта трамвайная линия, первая ветка которой имела длину 14 км. Были построены хлебокомбинат, швейная фабрика, консервный завод, целый ряд других предприятий питания и лёгкой промышленности. Был создан крупный энергетический узел, начались передачи грозненской радиостанции. Появились дворцы культуры и клубы в Байсангуровском и Висаитовском районах, больницы. В начале 1930-х годов был построен стадион «Динамо». Началась работа над генеральным планом города, продолжавшаяся до начала Великой Отечественный войны.
Доходы нефтяной промышленности позволили значительно увеличить ассигнования на строительство жилого фонда. Началось строительство многоэтажных жилых домов в центре города, было заложено здание главпочтамта, заасфальтированы все центральные улицы. В центре города почти не осталось зданий дореволюционной постройки.

#### Искусство
В 1929 году была создана секция чеченских писателей при Грозненской ассоциации пролетарских писателей, из которой впоследствии возник Союз писателей Чеченской Республики. Председателем секции был Саидбей Арсанов. Входили в секцию шесть человек, первые чеченские писатели, зачинатели чеченской литературы: Ахмад Нажаев, Абди Дудаев, Шамсуддин Айсханов, Саид Бадуев, Магомед Мамакаев, Нурдин Музаев.
1 мая 1931 года официально открылся Чеченский национальный театр. Большинство студийцев были малограмотны, почти не знали русского языка. Для них была разработана специальная учебная программа. Тем не менее, театр сразу завоевал популярность. Одними из первых чеченских актёров были Асет Исаева, Зинаида Исакова, Шамсудин Кагерманов и другие. Была создана и ингушская студия. Несколько лет в Чечено-Ингушском драматическом театре работал художественным руководителем Арчил Чхартишвили. В театре имени Шота Руставели была открыта специальная студия для подготовки молодых артистов из Чечено-Ингушетии. В национальном театре в разные годы работали режиссёры Мамед Алили, В. Э. Вайнштейн, Н. К. Децик, А. Г. Ридаль, М. Г. Минаев, балетмейстер Л. А. Леонов, художники Ираклий Гамрекели и Эдгар Бернгард, композиторы Г. Мепурнов, А. А. Алексадров и другие деятели культуры, оказывавшие помощь в подготовке национальных кадров.
В 1937 году в театре начал работать первый режиссёр-чеченец — выпускник ГИТИСа Гарун Батукаев. Его первой работой в театре был его дипломный спектакль «Храбрый Кикила». В 1940 году работникам театра Гаруну Батукаеву, Мовжди Бадуеву, Яраги Зубайраеву, В. Вайнштейну, Б. Ильясову, О. Горчханову, И. Ибрагимову были присвоены звания Заслуженных артистов ЧИАССР. В 1938 году в ГИТИСе была открыта Чечено-Ингушская студия. Первые сорок выходцев из Чечни начали осваивать профессию артиста.
Чечено-Ингушский театр юного зрителя вошёл в число лучших театров СССР и был награждён Почётными грамотами Всесоюзного комитета по делам искусств при СНК СССР и Президиума Верховного Совета Чечено-Ингушской АССР.
В 1934 году было построено новое здание Грозненского русского драматического театра имени М. Ю. Лермонтова.
26 октября 1939 года состоялся первый концерт ансамбля песни и пляски Чечено-Ингушской АССР.
Грозный стал центром культурной жизни республики.

#### Накануне войны
По переписи 1939 года население составляло 172 тысячи. Протяжённость водопроводной сети составляла более 100 км, трамвайных путей — более 20 км. В городе было три вуза (нефтяной, педагогический и учительский) в которых учились 1300 студентов. Работали два научно-исследовательских института: ГрозНИИ и научно-исследовательский институт истории, языка, литературы и искусства. Функционировали около 30 общеобразовательных школ, 4 техникума и ряд спецкурсов. В сфере здравоохранения было задействовано 14 больниц, 4 роддома, множество поликлиник, детских садов и яслей.
В Грозном было четыре театра (Русский драматический, Чечено-Ингушский национальный, юного зрителя и кукольный); государственная филармония; четыре стационарных кинотеатра; два Дворца культуры; шесть клубов; девять массовых библиотек, две детские школьные библиотеки и одна республиканская; Дворец пионеров и школьников, Дом народного творчества.
В столице Чечено-Ингушетии располагались два музея: Чечено-Ингушский краеведческий и изобразительного искусства. Открылась художественная студия, был создан ансамбль песни и пляски. Были созданы творческие союзы: писателей, композиторов, художников, архитекторов. Издавались республиканские газеты: «Грозненский рабочий» (на русском языке), «Ленинан некъ» (на чеченском), «Сердало» (на ингушском), «Ленинец» (молодёжная на русском).

### Великая Отечественная война
С началом войны промышленность города была переведена на выпуск военной продукции. 18 предприятий изготавливали миномёты различных модификаций. Работники Грозненского нефтяного научно-исследовательского института (ГрозНИИ) наладили производство горючей смеси для борьбы с танками. Грозненский нефтеперерабатывающий завод № 2, благодаря разработкам ГрозНИИ, смог наладить выпуск лучших марок авиабензина, выполнить годовой план на 1,5 месяца раньше срока и увеличить выпуск продукции на 25 %. Многие нефтяники выполняли план на 200—300 %. На заводе «Красный молот» на оборудовании, которое ещё не успели эвакуировать, ремонтировали танки, бронепоезда, другую боевую технику. Нефтеперерабатыващие заводы снабжали фронт горючим и смазочными материалами. К концу года предприятия республики выпускали 90 видов военной продукции. Швейные фабрики шили одежду для солдат и офицеров. Консервные заводы увеличили выпуск овощных консервов и пищевых концентратов для Красной армии.
22 октября 1941 года был создан Грозненский комитет обороны во главе с первым секретарём Чечено-Ингушского обкома и Грозненского горкома ВКП(б) В. И. Ивановым. Его заместителем стал председатель Совета народных комиссаров Чечено-Ингушетии С. К. Моллаев, членами комитета стали нарком внутренних дел республики С. И. Албогачиев и начальник грозненского пехотного училища полковник В. Г. Сытников. На последнего также были возложены обязанности коменданта Грозного.
26 декабря 1941 года был издан Указ Верховного Совета СССР об объявлении мобилизованными до конца войны работников оборонных предприятий и предприятий, связанных с выполнением оборонных заказов. Нарушение трудовой дисциплины каралось тюремным сроком, а самовольное оставление рабочего места считалось дезертирством.
В Грозном были сформированы 255-й отдельный Чечено-Ингушский кавалерийский полк, который в составе 51-й армии участвовал в Сталинградской битве, и отдельный чечено-ингушский кавалерийский дивизион, вошедший в состав 4-го гвардейского казачьего кавалерийского корпуса под командованием генерал-лейтенанта Н. Я. Кириченко. Также в городе была сформирована 317-я стрелковая дивизия.
Сам город также был подготовлен к обороне. Улицы были перегорожены баррикадами и противотанковыми ежами. Кое-где были оборудованы доты, вырыты землянки, в которых оборудовались посты и бойцы несли круглосуточное дежурство. За пределами города были вырыты окопы, преграждавшие путь со стороны Орджоникидзе. В этих окопах занимали оборонительные позиции солдаты противотанкового истребительного батальона.
Работники промышленности и госслужащие вносили в фонд обороны страны свой однодневный заработок из ежемесячной зарплаты. Служащие Шатойского района обязались ежемесячно отчислять 10 % зарплаты. На 15 января 1942 года населением республики было внесено в контору Госбанка 5 млн 135 тысяч рублей, облигаций государственных займов на сумму 6 млн 263 тысячи рублей, 430 граммов золота и 16 500 граммов серебра. В течение 1943 года жители собрали на строительство бронепоезда «Асланбек Шерипов» 13 млн рублей.
К началу 1942 года в качестве подарков для воинов было собрано 41,6 тонны мяса, 8,3 тонны рыбы, 4,1 тонны жиров, 2,9 тонны сыров, 3,8 тонны кондитерских изделий, 85,8 тонны фруктов и овощей. Были собраны также индивидуальные и коллективные посылки на сумму более 1 млн рублей, большое количество белья, тёплых вещей, головных уборов, обуви и т. д. В выходные дни организовывались воскресники, в которых в отдельные дни участвовало до 100 тысяч человек, а заработанные деньги перечислялись в фонд обороны.
По мере приближения линии фронта производился демонтаж промышленных предприятий, буровых и добывающих установок. До конца 1941 года было демонтировано 678 эксплуатационных скважин, большинство нефтеперерабатывающих и машиностроительных объектов. Несмотря на это, за счёт интенсификации труда в 1941 году Чечено-Ингушетия добыла 3 363 тысячи тонн нефти, что превышало план на 14 %. Кроме того, стремительный рост буровых работ позволил добыть из новых скважин дополнительно 736 тысяч тонн нефти. Благодаря этому суточное производство авиабензина возросло до 3083 тонн.
В середине декабря 1941 года, после того, как было нанесено поражение фашистам под Москвой и освобождения Ростова-на-Дону демонтаж нефтяной промышленности был прекращён. К 1 декабря 1941 года более половины работников нефтяной промышленности республики стали ударниками и стахановцами. Более 250 работников нефтяной промышленности в феврале 1942 года были награждены орденами и медалями.
Грозный занял второе место в стране по нефтедобыче после Баку, практически равное по нефтепереработке и первое по производству авиационного бензина. В 1941 году в СССР было добыто 31 млн тонн нефти, из них 23 — в Азербайджане, 4 млн тонн — в Чечено-Ингушетии, а остальное — на мелких месторождениях СССР. В Грозном перерабатывалась не только нефть, добытая в республике, но и поставляемая из других регионов, в том числе и Баку. При этом привозная нефть перерабатывалась в бензин А-76 для автотранспорта, а для выработки авиабензина использовалась исключительно нефть добытая в республике. Практически вся истребительная авиация СССР использовала грозненский авиабензин.

#### Подготовка к обороне Грозного
Германское военное командование разработало план летней кампании 1942 года, который предусматривал нанесение основного удара на южном участке советско-германского фронта. Группе армий «А» ставилась задача захвата Грозненского и Бакинского нефтеносных районов, группа армий «Б» имела целью захват Сталинграда. В соответствии с немецкими директивами, захват нефтеносных районов должен был стоять на первом месте. Грозный, согласно этим планам, планировалась захватить к 24 августа, а Баку — в первой половине сентября. В конце августа фронт приблизился к границам Чечено-Ингушетии.
Сразу же после начала немецкого наступления возобновилось строительство укреплений по всему Северному Кавказу. Первая оборонительная линия простиралась от Каспия до Минеральных Вод и была создана ещё осенью 1941 года. В 1942 году строительство развернулось с ещё большим размахом. 8-я сапёрная армия строила оборонительные сооружения на пространстве от Дагестана до устья реки Урух. Вокруг Грозного был возведён комплекс укреплений от Курчалоя на востоке до селения Шалажи на западе. Численность сапёрных частей, участвовавших в строительстве, составляла 63 тысячи человек. К работам были привлечены также 90 тысяч гражданских лиц, сотни автомобилей, тракторов, тысячи конных подвод. Была проведена частичная эвакуация предприятий и населения.
Грозный был переведён на военное положение. Вокруг города были восстановлены 54 старых оборонительных сооружения и построено 981 новое. На их строительство было израсходовано 130 тысяч м³ лесоматериалов, 19 тысяч тонн цемента, 14,5 тысячи тонн железа, 830 тонн колючей проволоки, затрачено более 9 млн человеко-дней.
Город получил статус особого оборонительного района. Вокруг города была создана система фортификационных сооружений на отдельных направлениях включавшая в себя до шести оборонительных рубежей. Общая протяжённость противотанковых рвов составляла 28 км. Они наполнялись водой, поверх которой наливалась нефть. На это ушло 72 тысячи тонн нефти. На танкоопасных направлениях были сооружены валы из пропитанной нефтью соломы длиной 9 км. 1 млн м² территории были залиты горючей смесью.
Рвы и подступы к ним прикрывались дотами, дзотами, пулемётными и артиллерийскими огневыми точками, которые прикрывались железобетонными колпаками. Оборонительные сооружения окружались сложной системой ловушек, взрывных ям, минными полями.
В самом Грозном при строительстве оборонительных сооружений было вынуто 859 тысяч м³ грунта, вырыто 70 км ходов сообщения, 4 погонных км эскарпов, 1200 окопов, возведено 5 км баррикад, 3 км завалов, 16 км проволочных заграждений, установлено 800 противотанковых ежей, 399 железобетонных колпаков, построено 83 дота и 138 дзотов, в зданиях было пробито 2600 амбразур. На строительство этих сооружений было мобилизовано всё население Грозного и прилегающих районов от 16 до 60 лет, включая домохозяек. Самовольный уход с работы или невыход на работу в течение одного дня без уважительной причины карался военными трибуналами наказанием от 10 лет лагерей до расстрела.

#### Моздок-Малгобекская операция

Советские морские пехотинцы ведут бой в районе Малгобека.

В конце августа 1942 года войска вермахта заняли Прохладный, Нальчик, Моздок. 3 сентября 1942 года Клейст отдал приказ моздокской группировке о наступлении на Орджоникидзе, и на Грозный вдоль железнодорожной ветки Прохладный — Грозный. Однако под Малгобеком и Орджоникидзе развернулись ожесточённые бои. Войска вермахта предприняли в сентябре несколько попыток прорыва фронта, но в результате Моздок-Малгобекской оборонительной операции были остановлены и измотаны, и в октябре сами перешли к обороне.

Памятник пожарным, погибшим при тушении пожаров от налётов фашистской авиации на Грозный.

Фашисты пытались подорвать дух советских бойцов: в Сталинграде распространяли листовки, в которых сообщалось о взятии Грозного, а на Кавказе — о взятии Сталинграда. Но 1 января 1943 года советские войска перешли в наступление. Противнику стало ясно, что взять Грозный не удастся и 10-15 октября 1942 года были предприняты массированные бомбардировки города. Пожары были потушены в течение нескольких дней. 49 пожарных за героические действия были представлены к правительственным наградам. Вскоре была возобновлена работа промышленных объектов. В память о подвигах грозненских пожарных в эти дни в Заводском районе города после войны был установлен памятник работы Р. И. Мамилова.
3 января 1943 года территория республики была полностью очищена от фашистов. Сразу же началось восстановление промышленного потенциала города. В 1944—1945 годах была восстановлена бо́льшая часть нефтепромыслов демонтированных для эвакуации и промышленных предприятий. За годы войны грозненцы добыли более 5 млн тонн нефти, а заводы выработали миллионы тонн нефтепродуктов. В 1944 году был достигнут довоенный уровень развития энергетического хозяйства. Грозненские нефтяники также оказывали помощь буровикам Малгобека в восстановлении его нефтяного хозяйства.

### Депортация чеченцев и ингушей

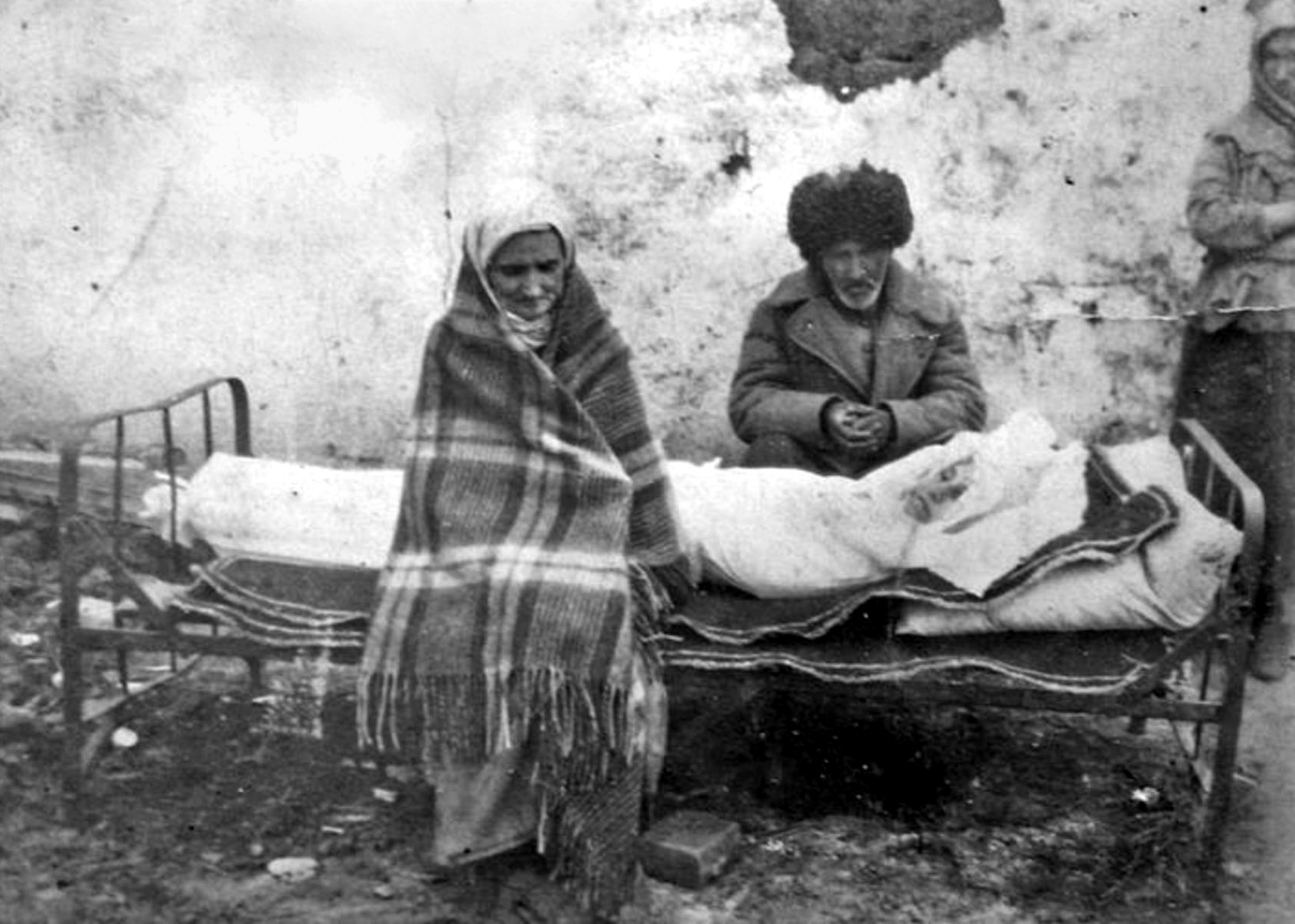
Семья Газдиевых у тела умершей дочери (Казахстан).

23 февраля 1944 года началась депортация чеченцев и ингушей. Реальные причины депортации окончательно не установлены и до сих пор являются предметом ожесточённых дискуссий. Кроме того, депортация народов, ликвидация их государственности и изменение границ были незаконными, поскольку не предусматривались ни Конституциями Чечено-Ингушетии, РСФСР или СССР, ни какими-либо другими законными или подзаконными актами.
7 марта 1944 года Грозный стал центром Грозненского округа в составе Ставропольского края, но 22 марта 1944 он получил статус центра вновь созданной Грозненской области.
По указанию партийно-советского руководства были разграблены мечети и кладбища. Надгробные камни использовались при закладке фундаментов заводов и ферм, прокладке дорог, в качестве бордюров. На площадях Грозного жгли книги на чеченском, ингушском и арабском языках. Из остальных книг вырывались или замазывались страницы с упоминанием коренных народов области. Дирекция республиканской библиотеки с риском для жизни спасла от уничтожения и укрывала до восстановления автономии несколько сот книг на национальных языках.

Мемориал жертвам выселения. Грозный.

Подверглась чистке в соответствии с новыми установками коллекция республиканского краеведческого музея. Уничтожалось и расхищалось многовековое культурно-историческое наследие чеченцев и ингушей: рукописные книги и библиотеки, золотые и серебряные украшения, оружие, ковры, утварь, мебель. Был взорван памятник видному борцу за установление советской власти в Чечено-Ингушетии Асланбеку Шерипову. Спешно переименовывались улицы, аулы, районы.
Депортация практически не отразилась на развитии Грозного. В 1949 году был достигнут довоенный уровень производства. Темпы промышленного роста в 1945—1956 годах опережали показатели 1930-х годов. В 1951—1955 годах было построено 23 новых предприятия. Большинство старых заводов было реконструировано и оснащено новой техникой. Более половины объёма промышленной продукции, как и в довоенные годы, давала нефтепереработка. В 1956 году объём продукции только грозненских заводов вдвое превышал объём продукции всего Дагестана или Северной Осетии.
В отличие от сельского населения, число жителей Грозного быстро росло. Причинами этого были естественный рост населения, переселение жителей близлежащих сёл и миграция из других регионов СССР. Для обеспечения горожан жильём были построены новые кварталы и жилые посёлки. За первую половину 1950-х годов было построено 300 000 м² жилья. Население города достигло 233 тысячи человек, что на 60 тысяч превышало соответствующий показатель 1939 года. Также происходило совершенствование и расширение коммунальных служб, социальной сферы, городского транспорта.

### Восстановление Чечено-Ингушской АССР
9 января 1957 года, после реабилитации чеченцев и ингушей, Грозный вновь стал столицей воссозданной Чечено-Ингушской АССР.
Началось массовое возвращение чеченцев и ингушей на родину. Репатриантов в Грозном встречали войска и милиция. Депортированные делали всё возможное, чтобы вернуть свои родные дома и земельные участки. Из-за безразличия властей эта проблема была пущена на самотёк. Чеченцам и ингушам зачастую приходилось выкупать свои дома у новых хозяев. В отдельных случаях, когда новые владельцы отказывались продавать имущество, они добивались своего с помощью угроз. Источники тех лет говорят о желании горцев восстановить в местах своего проживания право частной собственности на землю. Поэтому они стремились вытеснить из мест своего проживания некоренное население. Большое число участков, находившихся до выселения в собственности чеченцев и ингушей, оказались присвоены государственными учреждениями и организациями. По этой причине летом 1958 года прокуратура республики зафиксировала большое число самовольных захватов репатриантами колхозных и совхозных земель. В ряде случаев были отмечены угрозы в адрес лиц, пытавшихся воспрепятствовать возвращению участков прежним хозяевам.
Вопросы обустройства возвращающихся начали решаться властью в последнюю очередь. 12 апреля 1957 года Советом Министров РСФСР было принято решение выделять для возвращающихся кредит под строительство до 10 тысяч рублей (1 тысяча рублей в ценах 1961 года) с погашением в течение 10 лет. Селившимся в домах, подведомственных колхозам, совхозам и предприятиям выделялся кредит в 3000 рублей. Однако чтобы получить кредит нужно было получить поручительство организации (а для этого надо было устроиться на работу) и собрать массу справок. Однако и при выполнении этих требований получение кредита было проблематичным: в республику не были переведены деньги на указанные цели. Поэтому кредиты смогли получить очень немногие. Кроме того, в этой сфере было много хищений средств.
Государственные предприятия за 1957 год за свой счёт построили для переселенцев 682 дома. Чеченцы и ингуши либо построили за своё счёт новые дома, либо восстановили ветхие. К 1963 году практически все семьи переселенцев имели жильё.

#### Массовые беспорядки в Грозном
Массовое возвращение чеченцев и ингушей, не имевшее должного организационного обеспечения и саботируемое местной властью, приводило к возникновению напряжённости, ссорам, скандалам и дракам, росту преступности. В 1958 году в Грозном произошли массовые беспорядки, продолжавшиеся несколько дней. Поводом для них послужило убийство русского парня, произошедшее на фоне обострившейся межнациональной напряжённости. Случившееся было использовано шовинистически настроенными представителями местного партийного руководства и спецслужб, стремившимися сорвать процесс восстановления автономии. Массовая (до 10 тысяч человек) античеченская демонстрация и митинг в центре Грозного переросли в чеченский погром и в антисоветское выступление. В его ходе были захвачены некоторые партийные и государственные здания, а также почтамт и вокзал.
Руководство местного отделения КГБ во главе с Шмойловым распространяло слухи о мести чеченцев и пресекало попытки войск и милиции успокоить толпу. Среди манифестантов были замечены некоторые ответственные партийные работники и члены их семей. Партийных и советских функционеров, пытавшихся остановить митингующих, силой заставляли стоять в почётном карауле у гроба погибшего. Требования митингующих состояли в немедленной повторной депортации чеченцев и ингушей, восстановлении Грозненской области и введении жёстких ограничений (не более 10 %) на поселение в ней горцев.
Через несколько дней в Грозный были введены войска Северо-Кавказского военного округа, подавившие волнения. Наиболее активные участники беспорядков были преданы суду и осуждены на различные сроки (от года условно до 10 лет лишения свободы). На состоявшемся впоследствии заседании партийного актива местные руководители пытались приуменьшить серьёзность произошедших событий. Однако член Президиума ЦК КПСС Н. Г. Игнатов резко отреагировал на подобные попытки: «Вас бы вздёрнули через пару дней на фонарных столбах, как в Венгрии, если бы не меры, принятые ЦК КПСС». Некоторые партийные и советские работники среднего звена были освобождены от своих должностей. Однако первый секретарь обкома партии А. И. Яковлев не понёс наказания, а вскоре был переведён на работу инспектором ЦК КПСС.

#### Митинг в Грозном (1973)
В январе 1973 года в Грозном прошёл митинг ингушей с требованиями территориальной реабилитации ингушского народа. Через три дня митинг был разогнан войсками с применением водомётов.

### 1960—1980-е годы

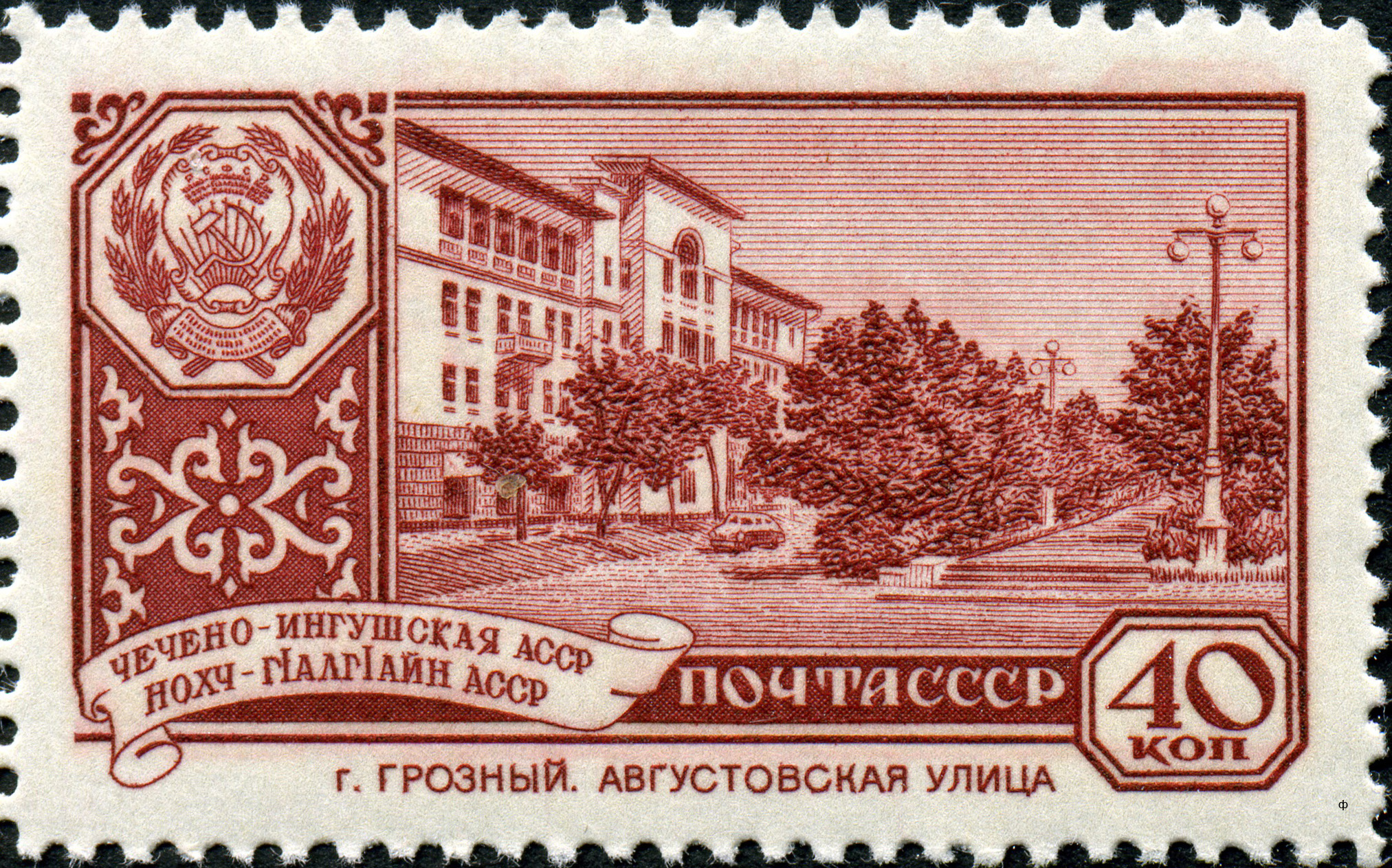
Грозный, Августовская улица. Марка СССР 1960 года.

Вся продукция нефтехимии и нефтепереработки в республике вырабатывалась грозненскими предприятиями. Также в Грозном вырабатывалось 90 % тепловой энергии республики, более двух третей машиностроительной продукции, около половины строительных материалов, около 80 % продукции лёгкой промышленности, более одной трети пищевой. В городе было сосредоточено более 70 % стоимости основных фондов и 70 % рабочих и специалистов, десятки крупных промышленных предприятий.
Город был главным производителем парафина в стране и производство этого продукта доходило до 30 % всесоюзного. Парафин производился на нефтеперерабатывающих заводах имени В. И. Ленина и А. Д. Шерипова. Грозненский биохимический завод выпускал растворители (ацетон, бутанол, этанол), кормовой витамин В12, премиксы, ацидофилин, лизин и пр. Чечено-Ингушский химический завод местной промышленности производил краски, эмали, олифу, мастику и другие товары бытовой химии.
В 1975 году был введён в строй Грозненский газоперерабатывающий завод, рассчитанный на переработку более 2 млн м³ попутного газа. Завод выпускал пропан, этан, изобутан, нормальный бутан, нормальный пентан, техническую углекислоту, газовый бензин, сухой газ. В окрестностях Грозного были погашены все газовые факелы, что улучшило экологическую обстановку.
Накануне Великой Отечественной войны была построена теплоэлектроцентраль имени Коминтерна (впоследствии ТЭЦ-1) — самая крупная на Северном Кавказе в то время. В 1952 году была построена Новогрозненская ТЭЦ-2 — первая и самая мощная на Кавказе электростанция высокого давления. В 1967 году вступила в строй ТЭЦ-3 — первая станция открытого типа. В 1980 году все электростанции города выработали около 2800 млн кВт-часов электроэнергии. Теплоцентрали вырабатывали в то время более 90 % всей электроэнергии.

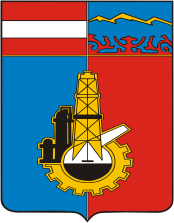
Герб города Грозного 1969 года

Самым крупным машиностроительным заводом в городе был «Красный молот», который выпускал оборудование для нефтедобычи, нефтепереработки и нефтехимии. К началу 1990-х годов на заводе трудилось до 5 тысяч человек. Продукция завода экспортировалась в 34 страны. Выпускалось также примерно 80 наименований товаров народного потребления. В 1982 году во время своего визита в Чечено-Ингушетию завод посетил секретарь ЦК КПСС Иван Капитонов. В 1971 году завод был награждён орденом Октябрьской Революции.
Быстро росла транспортная инфраструктура. В 1974 году было построено второе трамвайное депо. Была расширена сеть трамвайных маршрутов и выросла доля двухпутных линий, появилось троллейбусное движение. Сеть асфальтированных дорог связала Грозный со всеми районными центрами республики. В 1973 году вступил в строй новый автовокзал, откуда началось регулярное движение в населённые пункты Чечено-Ингушетии и все крупные города Северного Кавказа.
В 1938 году был построен грозненский аэропорт. В 1977 году в аэропорту была сооружена бетонная взлётно-посадочная полоса, что позволило расширить число типов принимаемых самолётов и увеличить грузо- и пассажиропоток. В 1980-е годы грозненское авиапредприятие перевозило около 300 тысяч пассажиров в год. Авиалинии соединили Грозный почти с четырьмя десятками городов СССР.
В 1975 году в городе работало 6 городских телефонных станций, которые обслуживали 16,7 тысячи номеров. За годы десятой пятилетки число каналов междугородней телефонной связи более чем удвоилось, а число автоматически коммутируемых каналов выросло более чем в 4 раза. В квартирах горожан было установлено более 100 тысяч радиотрансляционных точек.
В 1980 году розничный товарооборот достиг 391 млн рублей и по сравнению с 1970 годом вырос в полтора раза.
В 1946—1960 годах было построено 1162,5 тысячи м² жилья, а в 1961—1980 годах — 1952 тысячи. К 1984 году жилищный фонд города составлял 5 млн м². Ускорение строительство происходило за счёт увеличения финансирования этой сферы и перехода к крупнопанельному домостроению. При этом рост государственного жилищного строительства сопровождался сокращением строительства частных домов.
В 1971—1980 годах капитальные вложения в здравоохранение Грозного составили 13 млн рублей. За этот период были возведены больницы на 470 коек и поликлиники на 3340 посещений в смену. Была построена больница скорой помощи. Среди грозненских врачей было 15 кандидатов наук и около 30 Заслуженных врачей Чечено-Ингушетии.
В 1978 году открылся грозненский цирк.

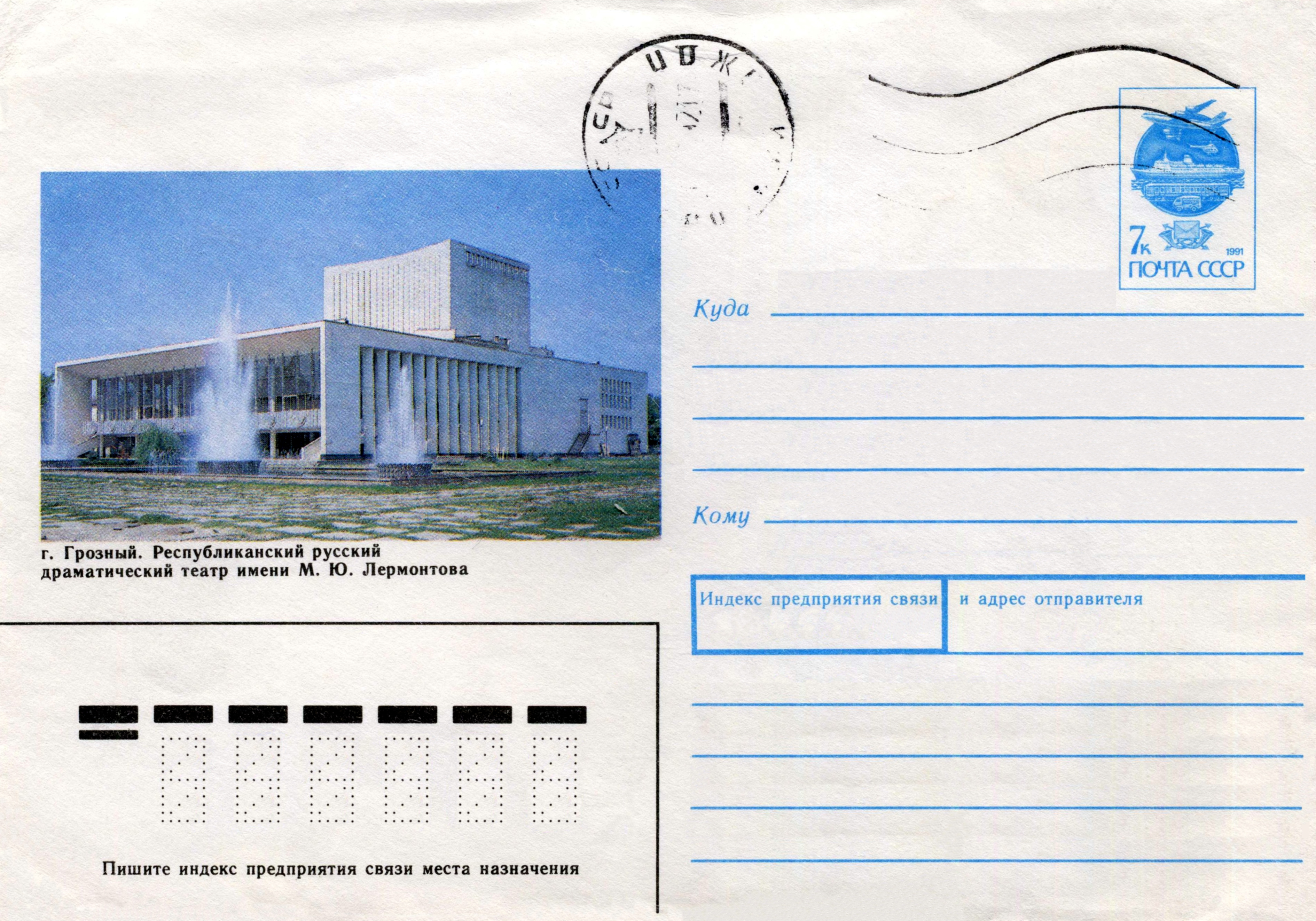
Грозненский русский драматический театр имени М. Ю. Лермонтова. Конверт СССР 1991 года.

Благодаря масштабным работам по озеленению Грозный стал одним из самых зелёных городов Северного Кавказа. В центре города было несколько парков, самый крупный из которых — парк имени Кирова, располагавшийся на площади 12 га в излучине Сунжи. Рядом с Грозненским морем был разбит Грозненский дендрологический сад. В центре города были сооружены первые подземные переходы. Перед зданием Чечено-Ингушского театра (ныне здание Чеченской государственной филармонии) был построен цветомузыкальный фонтан.
В городе были построены плавательный бассейн «Садко», дворец спорта завода «Красный молот». Всего насчитывалось 6 стадионов, 82 футбольных поля, 311 баскетбольных, волейбольных и городошных площадок, 26 стрелковых тиров, 240 спортивных коллективов. Общее число физкультурников составляло более 130 тысяч. В Грозном выросли и сложились как известные спортсмены гимнасты Людмила Турищева и Владимир Марченко, борцы Асланбек Бисултанов, Салман Хасимиков, Руслан Бадалов, Хасан Орцуев, штангисты Адам Сайдулаев и Исраил Арсамаков, боксёр Хамзат Джабраилов и многие другие. Плодотворно работали тренеры Григорий Вартанов, Дэги Багаев, Ибрагим Кодзоев, Р. Яковлева, Г. Иванов и многие другие. В 1980 году Грозный завоевал переходящее знамя Спорткомитета РСФСР за первое место среди городов с населением до 500 тысяч человек.
В этот период Грозный был одним из крупнейших промышленных, научных и культурных центров Северного Кавказа. В 1984 году в городе проживало 383,5 тысячи человек. Из них две трети было занято на промышленных предприятиях городах, которых насчитывалось 60. Кроме трёх вузов в городе работали 9 средних специальных учебных заведений, 11 научно-исследовательских учреждений, 82 школы, 30 технических училищ. Культурная сфера была представлена тремя театрами, филармонией, двумя музеями, десятками библиотек и кинотеатров. Местное телевидение вело цветные передачи по двум телеканалам. В городе насчитывалось 34 лечебно-профилактических учреждения, 25 женских и детских консультаций и поликлиник, в которых трудилось 1500 врачей и около 8 тысяч человек среднего медицинского персонала.
В начале 1990-х годов предприятия города вырабатывали 54 % промышленной продукции Чечено-Ингушетии. Продукция предприятий Грозного экспортировалась более чем в 70 стран мира. В 1994 году здесь проживало более 400 тысяч человек (примерно 30 % населения республики). Город занимал третье место среди городов Северного Кавказа по численности населения (после Ростова-на-Дону и Краснодара), и второе — по уровню развития промышленности (после Ростова-на-Дону).

## Период независимости

### Смена власти и распад Чечено-Ингушетии
С началом перестройки в Чечено-Ингушетии активизировался рост национального самосознания. Была официально отвергнута насаждавшаяся сверху концепция добровольного вхождения Чечено-Ингушетии в состав России. В июне 1989 года первым секретарём Чечено-Ингушского обкома КПСС впервые стал чеченец Доку Завгаев, что было с воодушевлением воспринято коренным населением. Начался процесс формирования новой национальной элиты, в которую входили известные писатели, учёные, деятели искусства и культуры. В то же время, экономическая либерализация привела к легализации теневой экономики. Целый ряд местных предпринимателей занял заметное место в нефтяной, банковской, торговой и игорной сферах не только на республиканском, но и на всесоюзном уровне. На волне демократических и национальных преобразований эти деятели стали активно продвигать своих ставленников во власть. С начала 1990 года на центральной площади Грозного начались перманентные митинги.
На ситуацию в республике влиял целый ряд дополнительных факторов. В этот период активировались религиозные организации, которые пытались увеличить свою численность и влияние. Тогда же началась миссионерская деятельность представителей ваххабизма. Национальная интеллигенция пыталась влиять на ситуацию с целью направить общественные процессы в конструктивное русло. Организационным выражением этих усилий стало общество «Кавказ», созданное как научно-просветительское, но постепенно ставшее общественно-политическим.
Вскоре стало ясно, что цели национальных движений различны. Ингуши ставили целью возвращение Пригородного района и создание своей национальной автономии.
В ноябре 1990 года в Грозном прошёл Первый Чеченский национальный съезд, на котором был избран Исполком Общенационального конгресса чеченского народа (ОКЧН). ОКЧН ставил своей целью выход Чечни не только из состава РСФСР, но и СССР. Возглавлял его генерал-майор советских Военно-Воздушных сил Джохар Дудаев. Между ОКЧН и официальными властями ЧИАССР во главе с Доку Завгаевым начался конфликт. 8 июня 1991 года ОКЧН объявляет о низложении Верховного Совета ЧИАССР и провозглашает независимую Чеченскую Республику (Нохчи-чо) (ЧРН). В республике фактически сложилось двоевластие.
В ходе августовского путча 1991 года Верховный Совет ЧИАССР, по некоторым данным, поддержал ГКЧП. Вооружённые сторонники ОКЧН 22 августа захватили телецентр, позже — основные административные здания в Грозном (в том числе здание республиканского КГБ). 6 сентября под давлением сторонников ОКЧН Доку Завгаев был вынужден подписать прошение об отставке, а 15 сентября Верховный Совет ЧИАССР самораспустился. Лидеры ОКЧН объявили о переходе верховной власти к ним.
1 октября 1991 года решением Председателя Временного Высшего Совета ЧИАССР Хусейна Ахмадова Чечено-Ингушская Республика была разделена на независимую Чеченскую Республику (Нохчи-чо) и Ингушскую автономную республику в составе РСФСР. Однако через четыре дня большинством голосов членов Временного Высшего Совета это решение было отменено.

### Первая чеченская война

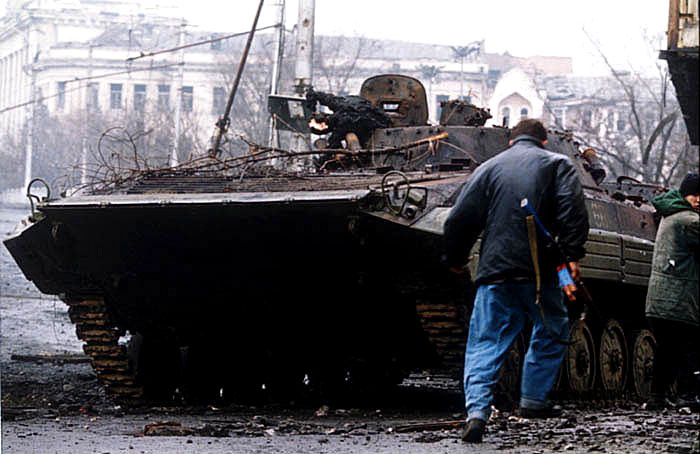
Сгоревшая БМП в центре города. Январь 1995 года.

В январе 1995 года, во время Первой чеченской войны шли бои вокруг Президентского дворца. В конце 1994 и в конце 1999 годов город брался штурмом Вооружёнными силами Российской Федерации, а в августе 1996 года — объединёнными силами Чеченской Республики Ичкерия. Во время всех этих событий город был сильно разрушен, а центральный район города был уничтожен полностью.
В 2003 году Грозный был признан ООН самым разрушенным городом мира со времён Второй мировой войны.

## Послевоенный период

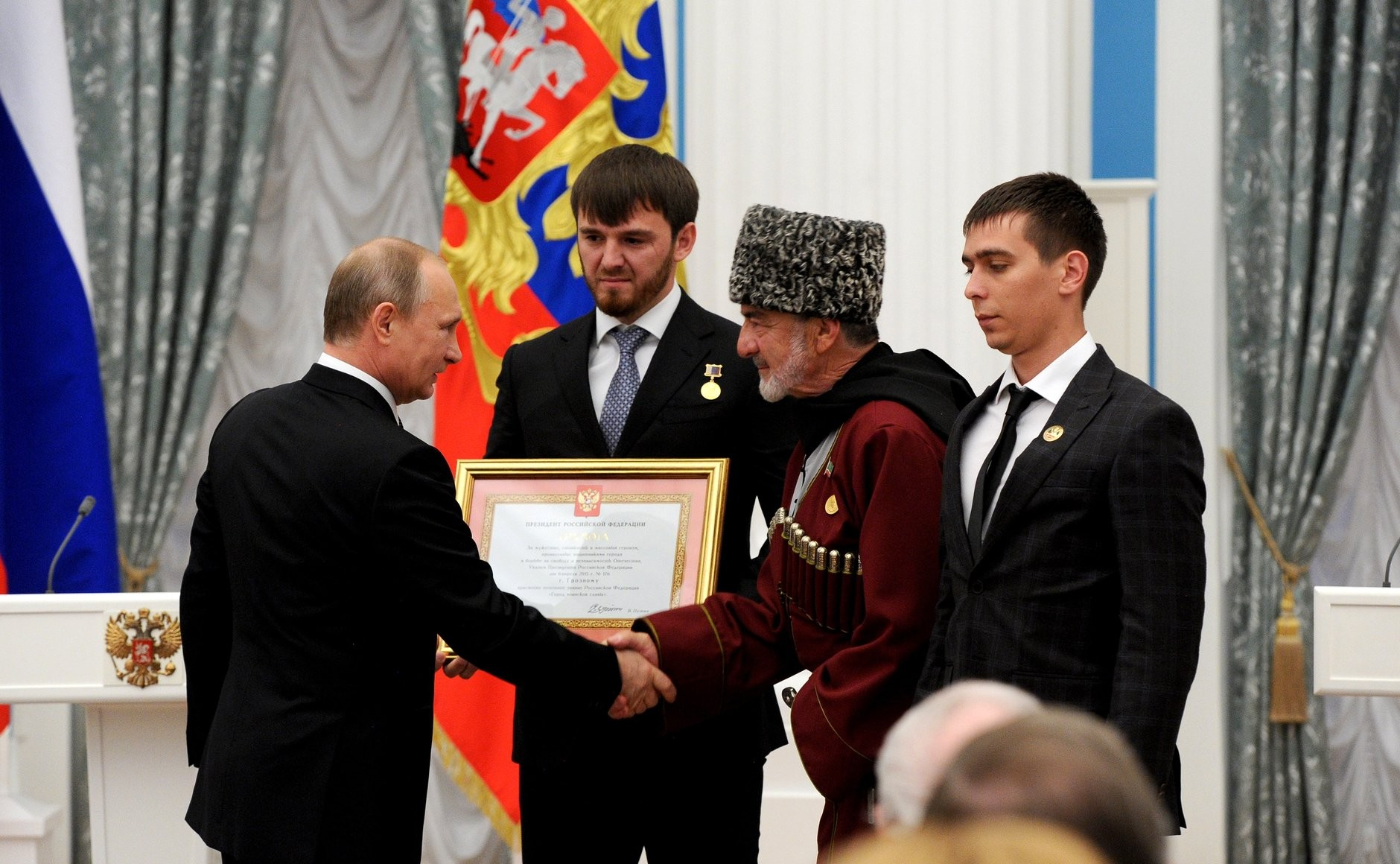
Народный артист Российской Федерации Дагун Омаев принимает грамоту о присвоении Грозному звания «Город воинской славы». Кремль, 22 июня 2015 года

Памятная монета 10 рублей Банка России (2015)

До 2000 года в Чечне не было ни налоговой службы, ни казначейства. В период с 2001 по 2014 годы только из федерального бюджета в республику было направлено более 464 млрд рублей. В рамках федеральной программы восстановления экономики и социальной сферы поступило 41,5 млрд рублей, что позволило восстановить 71 школу, 70 медицинских учреждений, 48 км магистральных теплотрасс, 484 км электрических сетей, 428 объектов связи, 679 тысяч м² жилой площади и другие объекты.
Также жителям Чечни возмещался материальный ущерб. В 2003 году началась выплата компенсаций. В 2011 году заявки на получение компенсации подали примерно 165 тысяч граждан, из которых большинство получили компенсационные выплаты порядка 350 тысяч рублей. В 2012 году выплата была завершена: 3,4 млрд рублей были выплачены последним 9600 заявителям.
В 2008—2012 годах в Чечне безработица с 299 тысяч сократилась до 170 тысяч человек. За это же время были созданы 15,8 тысяч учебных мест.
В сентябре 2009 года город был награждён почётным дипломом ООН-Хабитат в номинации «Постконфликтное восстановление».
6 апреля 2015 года Грозному было присвоено звание «Город воинской славы». По этому случаю в центре города установлена стела, была выпущена почтовая марка, а Банком России была выпущена памятная монета достоинством 10 рублей.
В 2019 году город вошёл в тройку самых безопасных городов России после Ейска и Геленджика.
Грозный в последние годы по качеству жизни стабильно входит в число лучших городов России. В этом рейтинге в 2016 году он стал вторым, в 2017 — первым, 2018 — вторым, в 2019 — вторым среди городов с населением менее 250 тысяч человек.
C 2020 года город Грозный претендует на почётное звание РФ «Город трудовой доблести».
Знаком признания успехов Грозного в строительстве мирной жизни и устойчивом развитии являются награды, которых удостоился город. Это «Лучший город СНГ» (2008, 2009, 2011, 2012 годы), «Лучшее муниципальное образование России» (2008).